# Fast Concept Car

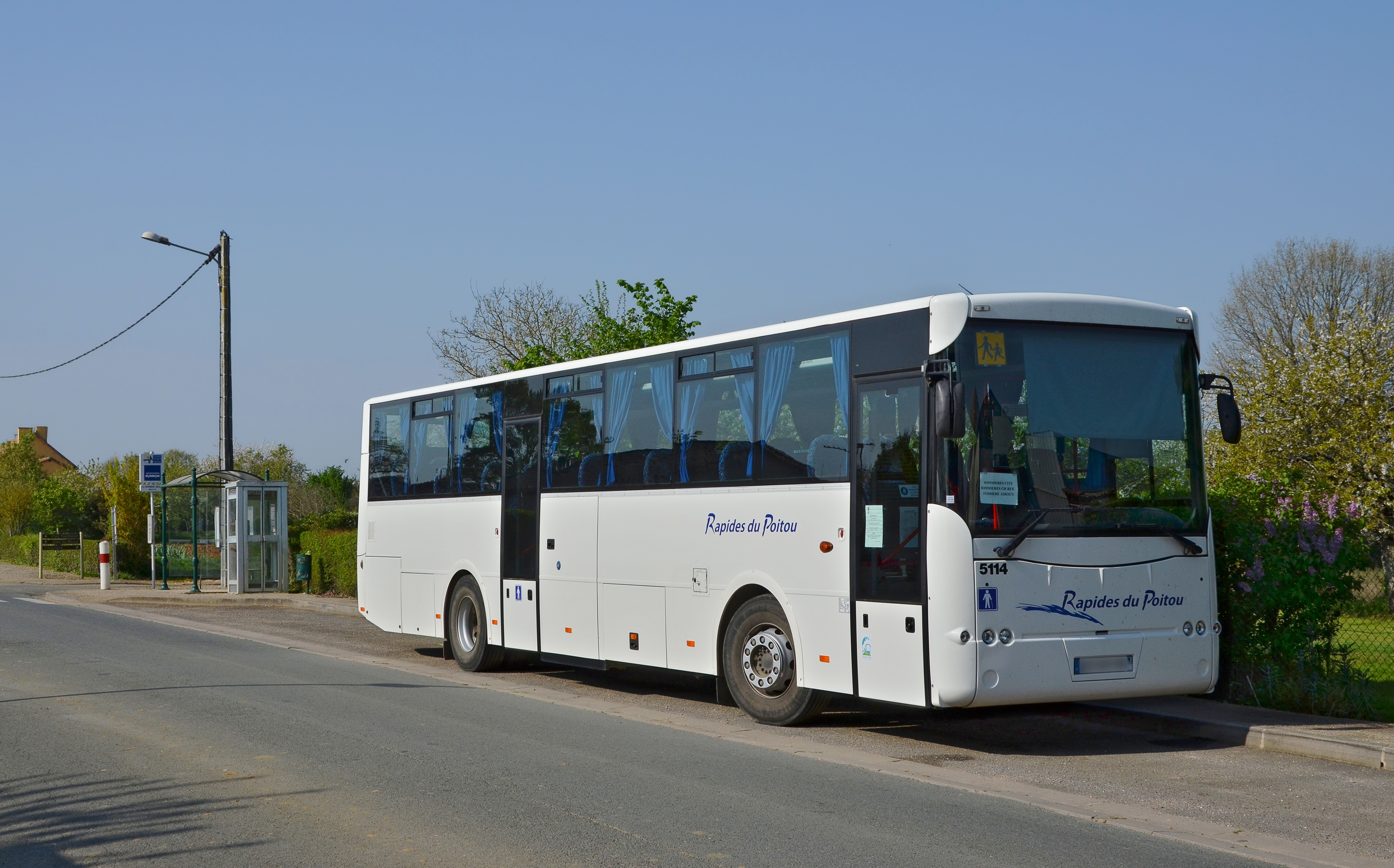
Fast Concept Car Scoler III (2005 - 2011)

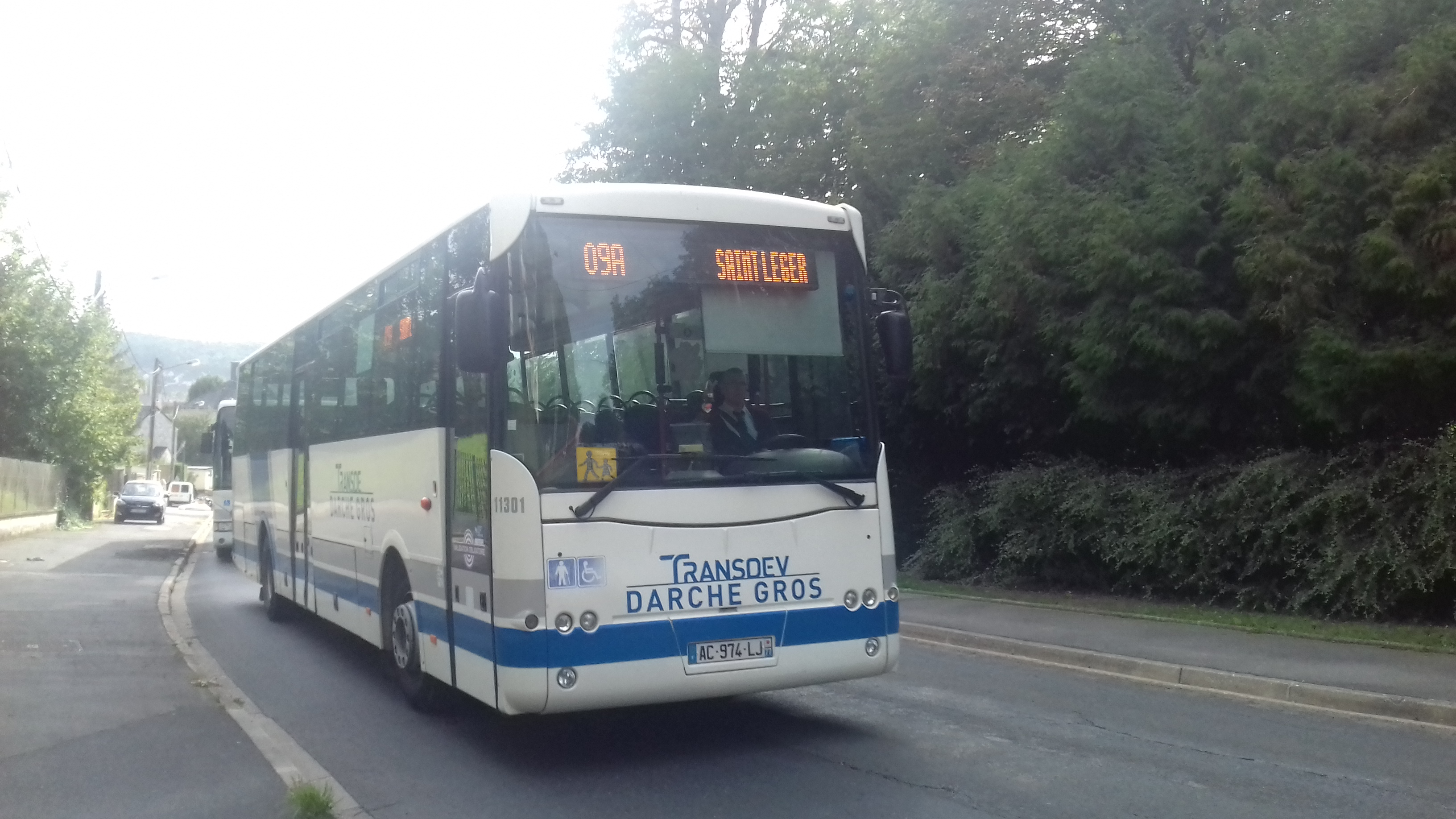
Fast Scoler II generacji (2000 - 2005 r)

Fast Concept Car – były francuski producent autobusów szkolnych i międzymiastowych; obecnie dystrybutor pojazdów Anadolu Isuzu z siedzibą w Le Poiré-sur-Vie na terytorium Francji.

## Grupa FAST
Grupa FAST (Financière atlantique de services et de transports, z fr. "Atlantyckie usługi finansowe i transportowe") zaczynała swoją działalność jako mała rodzinna firma zajmująca się przewozem osób w Wandei. W latach 90. do profilu działalności dołączył handel używanymi autobusami i w następnych dwóch dekadach dokonywała licznych przejęć lokalnych przewoźników:
- SOVETOURS (założone w 1979 r.; filia Grupy)
- Transports Brodu (założone w 1964 r; przejęte w 1990 r)
- Maury Transports (założone w 1971 r; przejęte w 1997 r)
- Rapides du Poitou (założone w 1933 r; przejęcie w 2001 r)
- Hervouët International (założone w 1929 r. przejęcie we wrześniu 2003 r)
- Cars Simplon (założone w 1937 r, Simplon Voyages od 1985 r, przejęte w 2003 r)
- Voyages Quérard (powstały w 1950 r, przejęcie w 1990 r)
- Voyages Besson (założone w 1930 r)
- BSA (Bretagne Sud Autocars) (założone w 1965 r)
- Transports Martin MC
- Voyages Chantreau
- Autocars Desbois
Firma weszła na rynek belgijski w 2002 r. Przejęcie Hervout było dużym krokiem dla konsorcjum, który przejmując swojego głównego konkurenta rynkowego, dokonał poszerzenia działalności o komunikację miejską i liniową. Produkcja własnych autokarów poprzez spółkę Fast Concept Car stanowiła połowę obrotów firmy. Skonsolidowane obroty transportowe czwartego co do wielkości przewoźnika we Francji, wyniosły 106 milionów euro. We wrześniu 2018 r. został opublikowany artykuł poświęcony problemom z jakimi zmaga się komunikacja miejska we Nantes i jej peryferiach obsługiwana przez przynależące do FAST Brodu oraz Querard. Na jej łamach wytknięto strajki pracownicze motywowane relatywnie niskimi płacami do przepracowanych godzin, przestarzałym taborem wymagającym częstego serwisu i zagrażającemu bezpieczeństwu na drodze oraz zatrudnianiem społeczności romskiej. Amortyzacja pojazdów Grupy wynosiła 5 lat (w przeciwieństwie do przyjętych w branży 10 lat), ponadto FAST wynajmowało pojazdy do swoich oddziałów celem redukcji kosztów. Zatrudniane osoby z tzw. wrażliwych dzielnic Nantes oraz obcokrajowcy (m.in. Rumuni) wykazywali się nieznajomością języka francuskiego i zaniedbywali wypełnianie godzin. Sovetours z grupy FAST wprowadziło w lutym 2019 r jako pierwszy przewoźnik w kraju, regularny kurs pierwszego autobusu napędzanego CNG.

## Fast Concept Car
Początki Grupy FAST na rynku autobusów wiążą się z opracowaniem taniego i prostego konstrukcyjnie autobusu szkolnego na potrzeby spółki będącej właścicielem i/lub udziałowcem kilku dużych przewoźników transportowych. Koncept "francuskiego autobusu szkolnego" charakteryzującego się niskimi kosztami eksploatacji, prostą konstrukcją i niskim zużyciem paliwa, narodził się w głowie Jean-Paula Ringearda. Jej rozwój i realizacja została powierzona synowi, Xavierowi. Zgodnie ze słowami Jeana Paula:
Dzięki naszemu doświadczeniu jako przewoźnika znamy lepiej potrzeby naszego rynku niż producenci i musimy stworzyć produkt, który da pełną satysfakcję naszemu zawodowi! 
Założenia stawiane pojazdowi musiały być zgodne z wymogami stawianymi przez Unię Europejską oraz krajowe regulacje prawne. Według nich, autobus musiał mieć wszystkie siedzenia usytuowane do przodu, (od 1999 r) powinny posiadać dwupunktowe (za wnękami drzwi i za kierowcą - trzypunktowe) pasy bezpieczeństwa i osłony antywandalowe, być pozbawionym górnych półek bagażowych, teczki szkolne musiały mieścić się pod siedzeniami, posiadać poręcze, sygnał dźwiękowy (gdy załączany jest bieg wsteczny) i światła awaryjne przy otwieraniu drzwi.

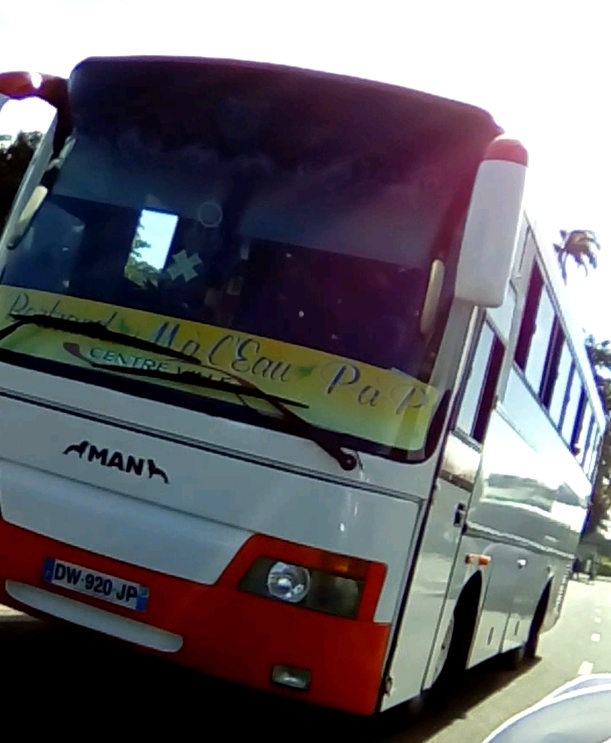
W ramach partnerstwa biznesowego z firmą ACEV oferowano 9–10 m (w zależności od wersji) model Stylus w wersji międzymiastowej i turystycznej.

Opracowaniem podwozia zajęło się Ponticelli Freres, nadwozia i produkcji ostatecznej - Carrier Carrosserie, zaś silnik o mocy 200 KM i elementy wnętrza dostarczały zakłady Renault Trucks. Opracowany projekt przybrał handlową nazwę FAST Scoler (niepoprawnie określany jako Renault Ponticelli). Został zaprezentowany w 1994 r., w założeniach jego amortyzacja miała wynosić 7 lat, cena wynosiła 600 000 franków. Grupa FAST zamówiła 200 sztuk autobusu. Do 2000 r wyprodukowano ponad 450 sztuk autobusu. W 1996 r oficjalnie powstaje marka Fast Concept Car odpowiedzialna za dystrybuowanie autobusów. W ramach partnerstwa biznesowego, pod marką FAST zaczęto oferować (od ok. 1998 r) pojazdy produkowane przez zakłady Amenagement Carrosserie Equipement Vehicles (A.C.E.V) z siedzibą w La Charité-sur-Loire, tj. model Roller oraz Stylus stanowiące uzupełnienie oferty. Złożonym w 1999 r wnioskiem, Grupa FAST nabyło upadające zakłady Carrier Carrosserie w Alençon, dając oficjalnie początek działalności Fast Concept Car jako producenta autobusów w 2000 r. Opracowano nową generację Scolera, gdzie współpraca pozostała niezmienna. Dewizą Fast Concept Car stało się zapewnienie najlepszej obsługi klienta przy zachowaniu konkurencyjności. Zakup zakładów Carrier Carrosserie i zintegrowanie ze marką Fast Concept Car, w ocenie Xaviera Ringearda, nie było rozwiązaniem prostym, ani najbardziej opłacalnym - podyktowanym szybkością reakcji i bliskością klientów. Rok później, prezentowano miejski wariant modelu Stylus - Sybus, i dłuższy wariant Scolera 2 - Jumbo. W 2002 r zadebiutował międzymiastowy Syter. Na przełomie 2002/2003 r wygasła współpraca z firmą A.C.E.V, na krótko przed zakończeniem działalności przez partnera biznesowego wskutek niewypłacalności. W czerwcu 2003 r zjechał 1000 egzemplarz Scoler. Modele Scoler 2 i Syter osiągnęły dużą popularność. Sprzedaż autobusów wzrosła w 2004 r do 250 egzemplarzy (względem 179 w 2003 r). Rok później, zaprezentowano model Sampler - w istocie był to produkowany przez zakłady Carrier dla Renault (później Irisbus) - Renault MR.C/Irisbus Medium (głównymi odbiorcami było wojsko oraz żandarmeria) ze zmienioną ścianą przednią upodabniającą do pozostałych modeli w gamie FAST. Poza przedstawieniem 3 generacji Scoler (delikatna zmiana we oświetleniu; pojawienie się emblematu FCC, podwozie dostarczane przez MAN o lepszym zabezpieczeniu antykorozyjnym), prezentowano model Syter (500 zamówień od momentu premiery) oraz Scoler Jumbo - z 5 przednimi siedzeniami, mieszcząc 73 pasażerów na miejscach siedzących. Fast Concept Car zawiązało partnerstwo z Otokarem w październiku 2005 r., w jej ramach do oferty wprowadzono rok później model Vectio i Navigo produkowane wedle specyfikacji Francuzów, co pozytywnie wpłynęło na wyniki sprzedażowe (sprzedaż 100 sztuk na samym rynku francuskim). Ponadto otwarto sieć handlową FCC w krajach Beneluksu, powołując nowy podmiot - Fast Europe SA z siedzibą w Belgii w marcu 2007 r. Poza sprzedażą nowych pojazdów, spółka miała zajmować się handlem używanymi pojazdami, sprzedażą części zamiennych (pod marką Laporte) i usługami posprzedażowymi. Sprzedano 10 pojazdów do października 2007 r. Oficjalnie, Fast Concept Car dystrybuował na wyłączność modele Otokar na rynek francuski, krajów Beneluksu i Austrii. Sprzedano 365 pojazdów wyprodukowanych w zakładach Carrier i 50 pojazdów Otokar.

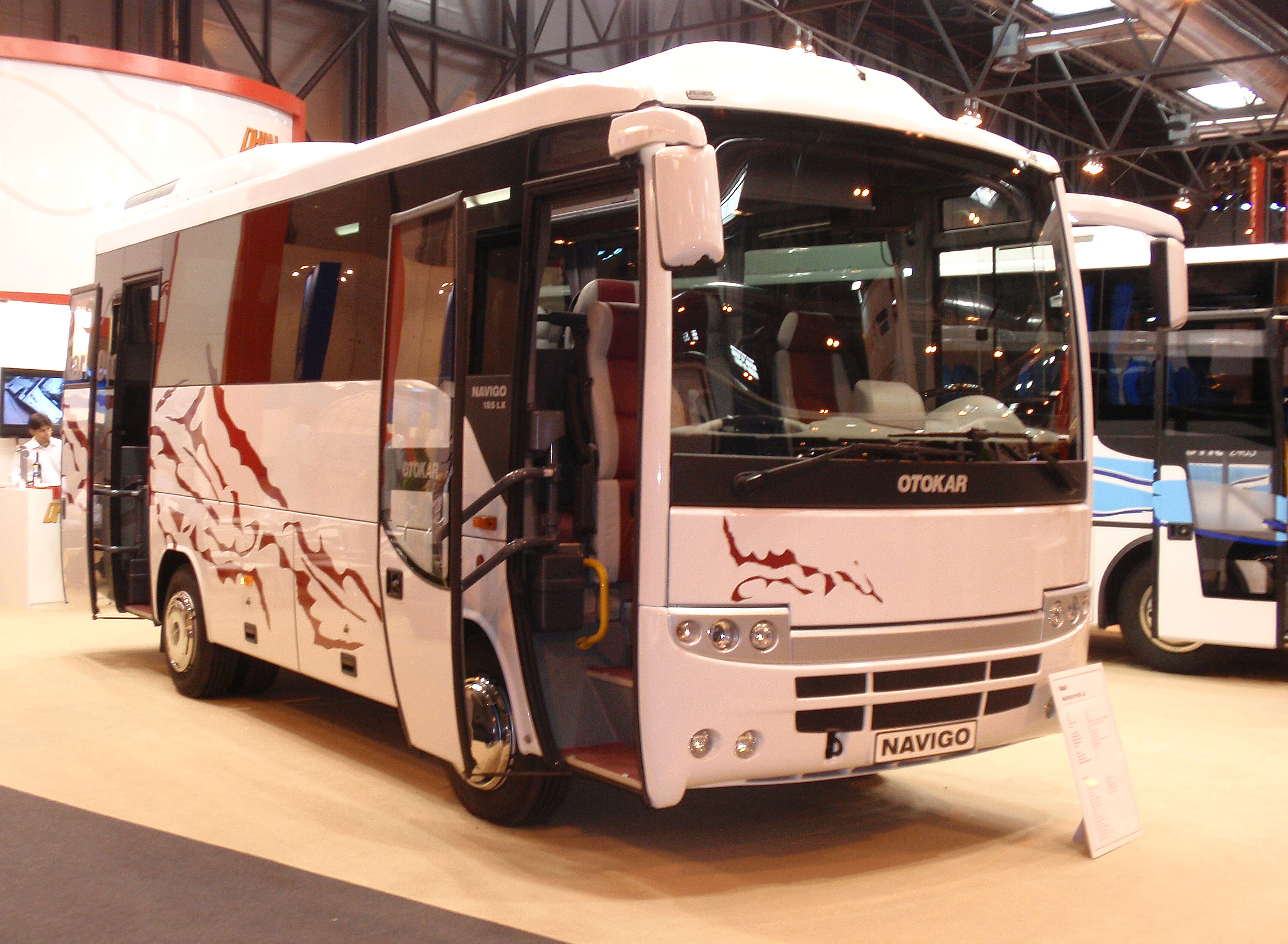
Otokar Navigo

We listopadzie 2008 r FCC kończyło pracę nad patentem windy dla niepełnosprawnych UFR, sukcesywnie prezentując rozwiązanie rok później i stosując w sprzedawanych modelach. Latem miały zostać dostarczone pierwsze 25 egzemplarzy modelu Vectio Dokonano liftingu gamy FCC zmieniając nieznacznie zderzak przedni. Firma podejmowała nieudaną próbę wejścia na rynek brytyjski poprzez Moseley Group, oferując model Starter ze układem siedzeń 2+2 lub 3+2, z opcją opatentowanego przez FCC systemu windy dla wózków inwalidzkich na podwoziu MAN A91 - sprzedaż była ograniczona, niewielka. Umowa zawarta we kwietniu 2009 r. przez Fast Europe ze Esker Bus & Coach UK - model Starter był pokazywany podczas Euro Bus Show 2009 w Birmingham. Podczas prezentacji praktycznego zastosowania energii słonecznej zorganizowanej przez fundację Océan Vital w marcu 2010 r, Xavier Ringeard (dyrektor generalny Fast Concept Car i prezes fundacji Océan Vital) zakładał prezentację autobusu hybrydowego w trakcie przyszłorocznych, nicejskich targów Autocar Expo. Model charakteryzował się pokryciem 23 m³ powierzchni dachu panelami słonecznymi zawierającymi w sobie kapsułkowane krzemowe ogniwa słoneczne w kompozycie. Docelowo miało się przyczynić do oszczędności paliwa rzędu 15%, odzyskana energia zostać zastosowana do ogrzewania wnętrz i zasilania urządzeń elektrycznych odpowiedzialnych za komfort pasażera, oraz klimatyzację.

W październiku 2010 r przedstawiono 4 generację modelu Scoler opartą na 18-tonowym wariancie podwozia Renault Midlum. Cechą charakterystyczną było umieszczenie za kierowcą czterech miast dwóch foteli, zaś korytarz poprowadzono wzdłuż ściany bocznej na długości 2 m, aby następnie powracał do standardowego układu pośrodku. 100% francuskie pochodzenie (podwozie wytwarzano we Blainville) stało się obiektem do dumy prezesa Fast Concept Car 
"Oferowanie pojazdu w 100% francuskiego było oczywiście atrakcyjną okazją. Transport szkolny jest w całości finansowany ze środków publicznych, dlatego jeszcze bardziej spójne jest wykorzystywanie do zaspokojenia tego zapotrzebowania sprzętu pochodzącego z francuskiego przemysłu." - Xavier Ringeard, prezes Fast Concept Car 
Wśród zalet pojazdu wskazywano zmniejszenie kosztów produkcji dla Fast Concept Car, i korzystną cenę zakupu i kosztów utrzymania z uwagi na współzamienność części ze ciężarowym odpowiednikiem; za główną wadę wskazano panujący w środku hałas. Produkcja Scolera 4 miała się rozpocząć w styczniu 2011 r. W maju 2011 r ogłoszono współpracę z egipskim MCV, która miała dostarczać nadwozie dla modelu Starter LE. Przyczyny zawiązania współpracy, prezes Fast Concept Car tłumaczył jednostkowym wolumenem produkcji ekonomicznie nieopłacalnym dla wdrożenia seryjnej produkcji w zakładach Carrier. Model przechodzący wówczas proces homologacji, miał zostać zaprezentowany szerszej publiczności w październiku 2011 r podczas targów w Kortrijk. Fast Concept Car miał w planach prezentację swoich modeli: Scoler 4, Starter L/S, Starter LE przez 5 tygodni w tzw. mini targach, począwszy od 27 marca 2012 r we Alençon.Na Autocar Expo 2012 wystawiono 12,8 m Starter LE (z 55 miejscami siedzącymi), Scolera Kid 57+1 miejsc siedzących) i 13,04 Starter S (63+1 miejsc). Przy okazji dostarczenia trzech autobusów Scoler, Radzie Generalne Orne za kwotę 525 000 euro, prezes FCC wyraził rozczarowanie dokonywaniem zakupów nowych pojazdów głównie ze Turcji, Czech i Chin, szacując ich udział na 90%, i wskazując iż Carrier „doprowadził pragmatyzm do granic możliwości IP. Producent szczycił się patentem na oryginalny system windy dla niepełnosprawnych usytuowany w pobliżu środkowych drzwi, dostępny od korytarza, umożliwiający przy "przykucnięciu" bezpośrednie wejście i wyjście ze autobusu bez straty miejsca dla pasażerów. Montaż składanych foteli i wyposażenie we system UFR Low Entry skutecznie eliminował montaż platformy. Ponadto na stoisku FCC prezentowano modele Otokara - Navigo, Vectio SH i Vectio Low Entry. W okresie styczeń-czerwiec 2013 r. zarejestrowano 86 pojazdów w porównaniu do 52 we analogicznym okresie 2012 r. W październiku 2013 r w ofercie znajdowały się zrestylizowane modele Starter L i Starter LE (produkowany w egipskim Maghreb przez zakłady MCV, stanowiący modyfikację modelu Evolution), zabudowywane przez irlandzkie EVM Mercedesy Sprinter i nowy Scoler 5. W 4 listopada 2013 r Carrier Carrosserie zostało postawione w stan upadłości objętej zarządem komisarycznym. Straty firmy wyniosły 7 mln euro w ciągu ostatnich 2 lat, co było tłumaczone opóźnieniami we wprowadzaniu nowych modeli, tj. Scoler 4 i Starter, inwestycjami we modernizację narzędzi i warunków pracy do panujących standardów w latach 2009 - 2011 r i problemami ze projektowaniem i produkcją pojazdów. Zatrudniające 183 pracowników zakłady były zdolne produkować 300 - 450 autobusów rocznie, 8-12 egzemplarzy tygodniowo. Fast Concept Car zostało objęte postępowaniem ochronnym - w jej ramach producent miał dokonać negocjacji z klientami i dostawcami, w związku ze sytuacją zakładów Carrier odpowiedzialnych za 50% sprzedaży nowych pojazdów. Domagania pracowników Carrier o wsparcie finansowe, prezes Fast Concept Car Xavier Ringeard skomentował, iż firma w ciągu 3 lat dofinansowała zakłady kwotą 6 mln euro pomimo ponoszonych strat i na tę chwilę musi zadbać o 80 pracowników własnych. FAST miało (wg. papierów sądowych) przywłaszczyć rekompensatę pieniężną przynależącą do upadającego przedsiębiorstwa. co przyspieszyło likwidację Carrier Carrosserie. Teren po zakładach stał się magazynem części zamiennych

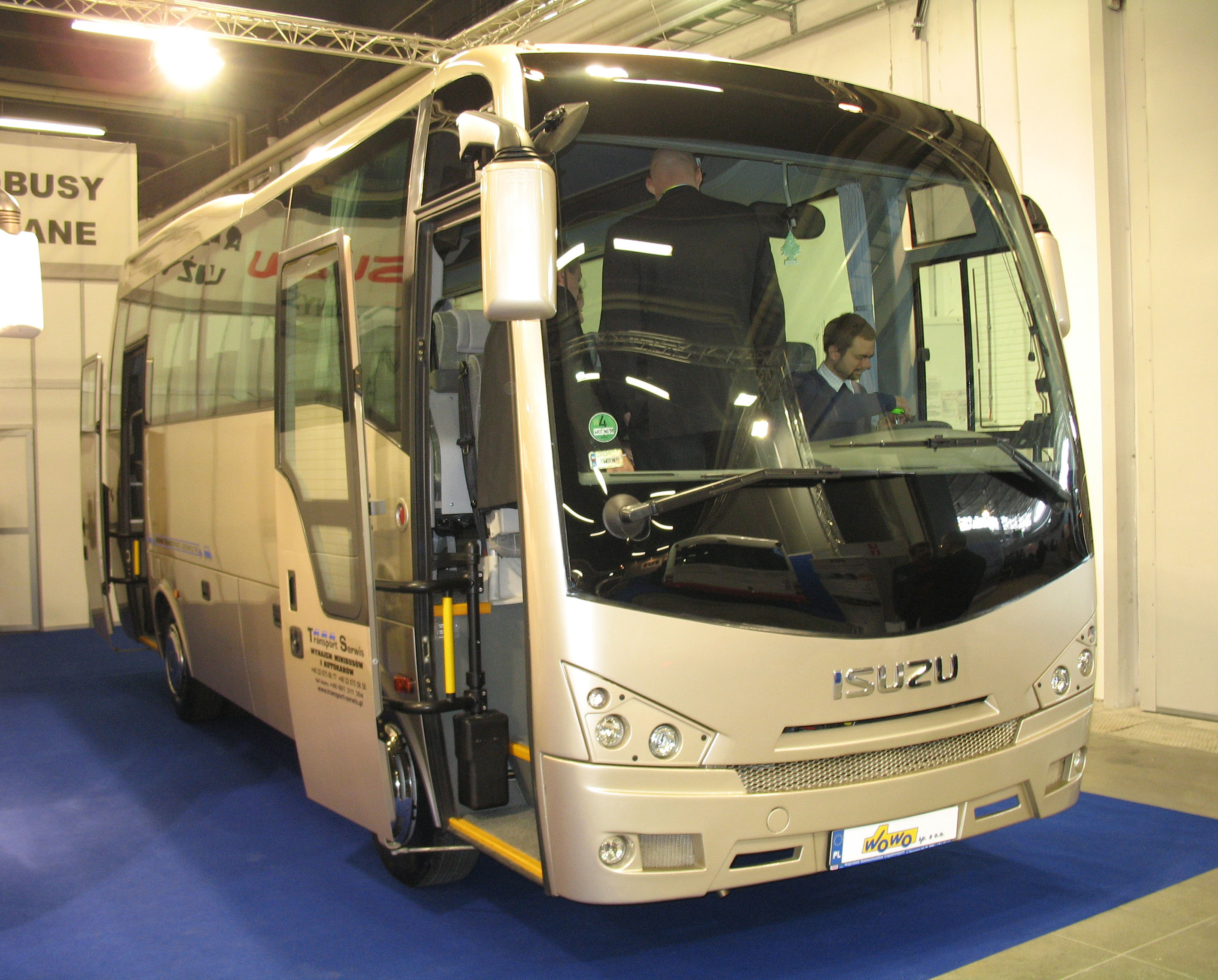
Isuzu Turqouise

Na styczeń 2014 r firma była trzecim, co do wielkości sprzedaży, producentem autobusów we Francji; udział pojazdów wyprodukowanych przez Carrier na 330 sprzedanych pojazdów we 2013 r, wynosił 181. Przewidywano zaprzestanie produkcji własnych autokarów przez Fast Concept Car po zamknięciu Carrier Carrosserie. Miesiąc później, krótko po zamknięciu Carrier, prezes firmy potwierdził powrót producenta do projektowania i dystrybuowania pojazdów. Ponadto umowa z Otokar uległa rozwiązaniu, utrzymując serwis pojazdów. Współpraca ze Otokarem uległa zerwaniu w wyniku niepewnej, w oczach szefa Otokar Europe, Ali Murata Atlasa, sytuacji prawnej Podczas październikowego Autocar Expo 2014 Fast Concept Car zaprezentowało modele Starter S i Starter LE produkowane przez egipskie MCV. Ich sprzedaż miała się rozpocząć, kolejno wiosną i latem 2015 r. Oficjalnie 5 listopada 2014 r, firma miała wyjść ze procedury ochronnej. Prezes FCC, Xavier Ringeard, poza powrotem na rynek opartym na sprzedaży pojazdów tworzonych we partnerstwie technicznym ze MAN, zadeklarował porzucenie pogoni firmy za największym udziałem na rynku autobusowym we Francji. Plotki dotyczące współpracy Fast Concept Car ze Anadolu Isuzu, oficjalnie zostały rozwiane 18 lutego 2015 r kiedy zawarto umowę na dystrybucję pojazdów Isuzu na rynku francuskim, handel częściami zamiennymi i usługami posprzedażowymi. Firma zawiązała umowę o współpracy ze Isuzu Bus, stając się oficjalnym przedstawicielstwem marki we Europie. We ofercie obejmującej modele Starter, nie znajdował się Scoler, którego wprowadzenie na rynek wymagałoby oparcia go na innej platformie. We wrześniu miała miejsce premiera modelu Kendo w wersji zasilanej CNG. Dostarczono w marcu 2016 r 9 modeli Starter dla firmy Herviaux, z którą współpracowano od 1999 r, odkąd sprzedano Scolera I - w sumie dostarczono około 118 autobusów marki Fast Concept Car. W styczniu 2019 r dla firmy dostarczono 39 podwozi MAN. W listopadzie 2020 r wprowadzono modele zasilane gazem ziemnym, ich sprzedaż w następnych latach miała się zwiększyć dziesięciokrotnie. Sam Fast Concept Car zatrudniał 48 pracowników i osiągał obroty 40 mln euro. Od 2020 r firma zaprzestała sprzedaży pojazdów sygnowanych własną marką, stając się wyłącznie dystrybutorem pojazdów Isuzu na rynku francuskim. Pod koniec 2021 r na rynek francuski dostarczono 1000 midibusów i autobusów (w tym pierwszy w pełni elektryczny model NovoCITI Volt), co uczczono w maju 2022 r specjalnym wydarzeniem we mieście Valence z udziałem, m.in. dyrektora generalnego firmy Anadolu Isuzu, Tuğrula Arıkana, menadżerów FCC przedstawicieli francuskiej branży motoryzacyjnej.

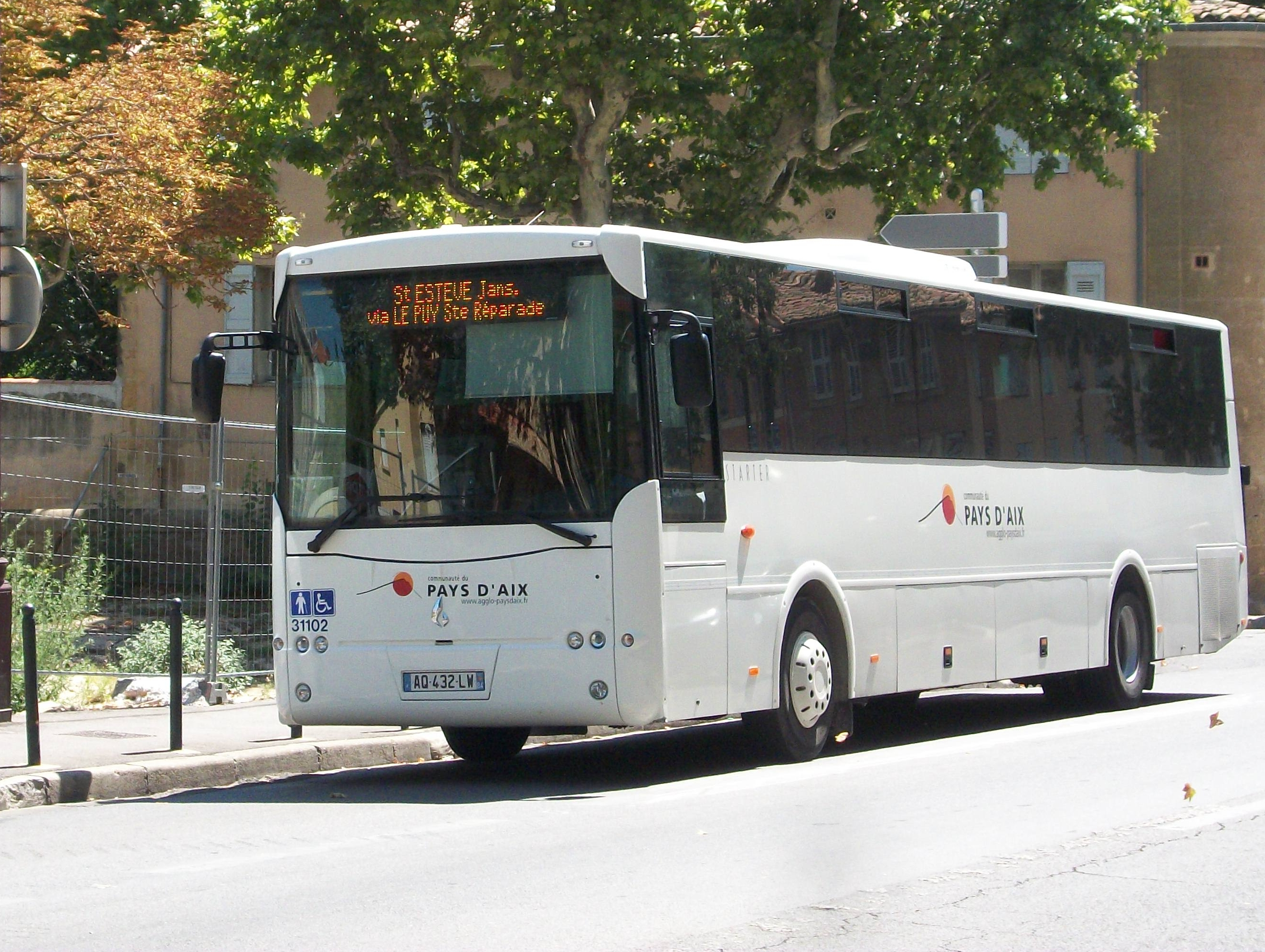
Fast Starter

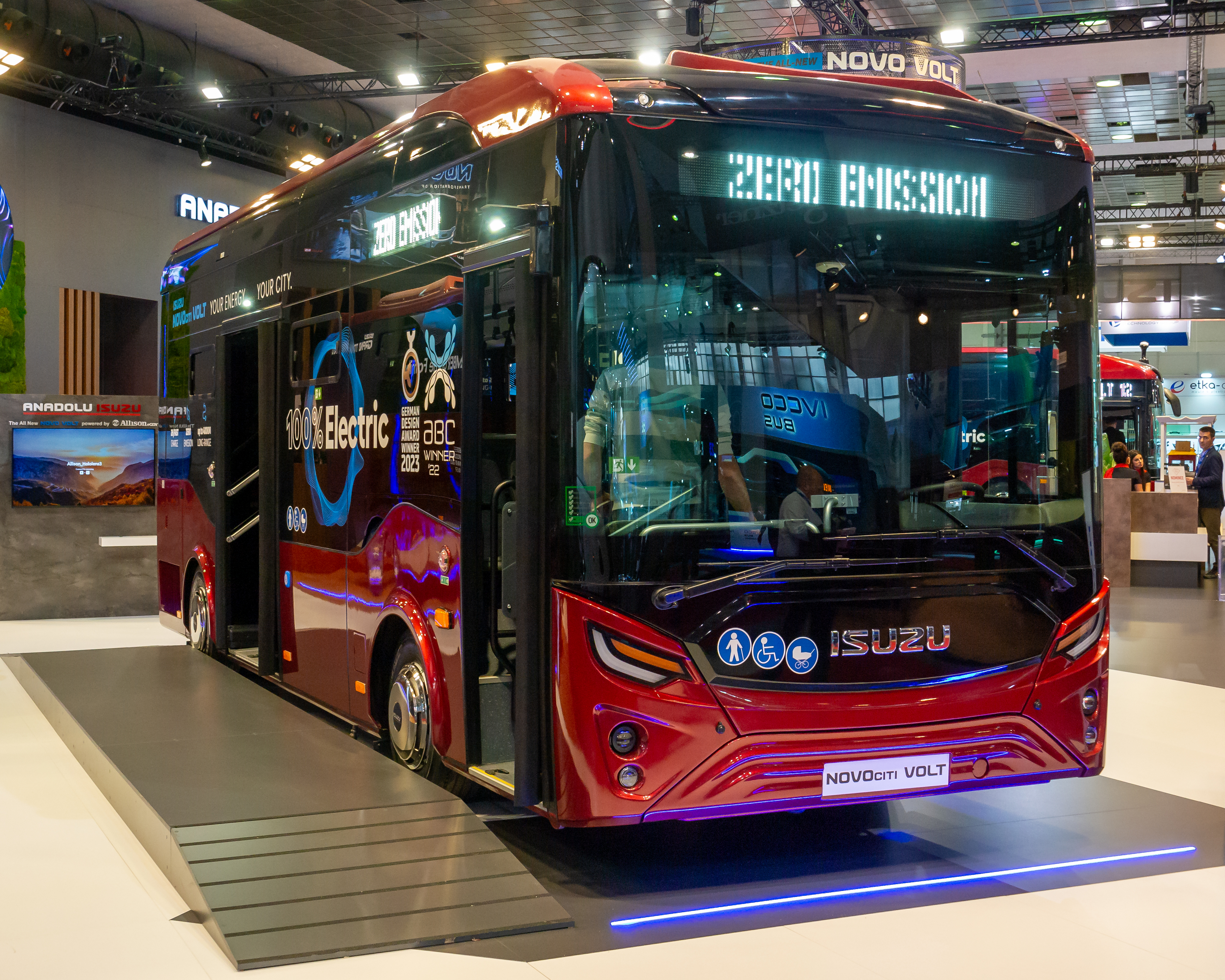
Isuzu Novo Citi Volt

## UFR Lift Entry
Założeniem opatentowanej przez Fast Concept Car windy dla niepełnosprawnych (nazwa handlowa - UFR by Fast) było połączenie rozwiązania przyjaznego dla osób poruszających się na wózku inwalidzkim z ekonomicznością i prostotą. Rozwiązanie opierało się na zintegrowanych drzwiach nadwozia z drzwiami pasażera, z drzwi wychodziła ręcznie wysuwana metalowa rampa poprzez którą osoba wjeżdżała na platformę. Po umieszczeniu wózka na platformie, za pomocą prostego systemu podnośników podnosiła się na wysokość podłogi pasażerów. Rozwiązanie pozwalało ograniczyć utratę liczby miejsc do dwóch, które były dostępne poprzez rozkładane siedzenia, w sytuacji gdy winda nie była używana. Budowa mechanizmu windy została zredukowana do silnika hydraulicznego, podnośników i ręcznej rampy ograniczając ryzyko awarii i unieruchomienia pojazdu. Sama procedura wsiadania osoby na wózku do pojazdu odbywała się wewnątrz, ograniczając odczucia dyskomfortu.

## Gama
- Scoler - autobus szkolny; w II i III generacji dostępny również w wersji Jumbo zdolnej przewozić 77 osób, w układzie siedzeń 3+2
- Roller (1998 - 2002 r) - zabudowa na bazie Renault Mascott lub Mercedesa Vario dostarczana przez zakłady A.C.E.V (ACEV Scooly)
- Stylus (1998 - 2002/3 r) - autobus lokalny/turystyczny na podwoziu MAN (ACEV Stylus)
- Syter (2002 - 2011 r) - autobus międzymiastowy
- Sampler (2004 - 2006 r) - autobus szkolny (Renault MR.C/Irisbus Medium); podwozie dostarczane przez Ponticelli Freres, nadwozie i produkcja - Carrier
- Starter (2006 - 2011 r) - autobus kombi - do linii regularnych oraz turystyczny
- Starter LE (2011 - 2019/2020 r)- produkowany przez egipskie MCV, oparte na podwoziu MAN A69 z nadwoziem MCV Evolution C130RLE

| Nazwa modelu         | Roller | Stylus | Sampler |
| Podwozie             | Renault Mascott 130.65 (FN60E7) Mercedes Vario O814 DC/42 | MAN 11,220 HOCL (MAN 469) MAN 13.220 (MAN A53) | Ponticelli LR 210 P |
| -------------------- | --- | --- | --- |
| Konstrukcja          | Stal nierdzewna, przednia i tylna burta oraz zderzak (3-elementowy) z poliestru, dolne panele nadwozia i drzwi bagażnika z aluminium; Klejona szyba przednia i szyby boczne | Stal nierdzewna, przednia i tylna burta oraz zderzak (3-elementowy) z poliestru, dolne panele nadwozia i drzwi bagażnika z aluminium; Klejona szyba przednia i szyby boczne | Belki i poprzeczki podwozia (zabezpieczane metodą kataforezy); Rury i profile stalowe ocynkowane; Blachy ocynkowane galwanicznie |
| Dostęp               | (brak) | 2 drzwi wahadłowych lub skrzydłowych otwierane pneumatycznie | (brak) |
| Długość              | 7,88 m (Mercedes-Benz) 7,21 m (Renault, wersja Mixte) 7,88 m (Renault, wersja Autobus) | 9 m ('MAN 469) 10 m (MAN A53) | 9,105 m |
| Rozstaw osi          | 4,63 m | 4,20 m (MAN 469) 4,70 m (MAN A53) | (brak) |
| Szerokość            | 2,30 m | 2,50 m | 2,49 m |
| Wysokość             | 2,78 m | 3.15 m | 3,265 m |
| Masa własna          | (brak) | (brak) | 9,5 t |
| DMC                  | 7,49 t (Mercedes-Benz) 6 t (Renault) | 11 - 13 t | 14 t |
| Silnik               | 4-cylindrowy, rzędowy Mercedes OM 904 LA II/I; pojemność: 4 249 cm3 (Mercedes-Benz) 4-cylindrowy, rzędowy SOFIM 8140.43; pojemność: 2 800 cm3 (Renault) | 6-cylindrowy, rzędowy MAN D 0 826 LOH 15; pojemność: 6 871 cm3 | Renault DCI6 Euro 3; 6 cylindrów, 6,18 l |
| Moc                  | 136 KM przy 2300 obrotach/min (Mercedes-Benz) 122 KM przy 3600 obrotach/min (Renault) | 220 KM przy 2200 obrotach/min | 215 KM przy 2400 obrotach/min |
| Moment obrotowy      | 520 Nm przy 1200 - 1500 obrotach/min (Mercedes-Benz) 300 Nm przy 1800 obrotach/min (Renault) | 820 Nm przy 1500 obrotach/min | 700 Nm przy 1580 obrotach/min |
| Norma emisji spalin  | (brak) | Euro 2 | Euro 3 |
| Hamulce              | Przód/Tył: tarczowe (Mercedes-Benz) Przód: tarczowe wentylowane Tył: bębnowe (Renault) | Przód/Tył: bębnowe; dwuobwodowy niezależny układ hamulcowy sterowany pneumatycznie; System ABS | Przód: pneumatyczne hamulce tarczowe Tył: pneumatyczne hamulce bębnowe; System ABS, 4 czujniki |
| Zbiornik paliwa      | 125 l (Mercedes-Benz) 130 l (Renault) | 200 l; podgrzewanie paliwa | 200 l |
| Liczba miejsc        | 28 miejsc siedzących + kierowca (Renault/Mercedes-Benz Mixte) 9 siedzących + 23 stojące + kierowca (Renault Autobus) 9 siedzących + 33 stojące + kierowca (Mercedes-Benz Autobus) | 39 miejsc + kierowca + przewodnik (MAN 469) 43 + kierowca + przewodnik (MAN A53) | 39 miejsc + kierowca |
| Skrzynia biegów      | 6-biegowa manualna G60.6 (Mercedes-Benz) 5-biegowa manualna ZF S5.24 (Renault) | ZF S6.36 | ZF 6S890 |
| Zawieszenie          | Przód: oś sztywna; 2 resory, 2 amortyzatory, stabilizator (Mercedes-Benz) resor piórowy, 2 amortyzatory (Renault) Tył: oś sztywna; 2 amortyzatory (Mercedes-Benz) resor piórowy, 2 amortyzatory (Renault) | Przód/Tył: pneumatyczne z 4 poduszkami, 2 amortyzatorami | Przód/Tył: Zintegrowane pneumatyczne, stabilizator i amortyzatory |
| Bagażnik             | (brak) | 5 m³ (turystyczny) brak w wersji międzymiastowej | 6 m³ |
| Opony                | 275 / 75 R 17,5 (Mercedes-Benz) 215 / 75 R 16C (Renault) | (brak) | 275/70 R 22,5 Michelin XZE2 |
| Ogrzewanie           | Webasto, nagrzewnice powietrza | Webasto, nagrzewnice powietrza | |
| Dodatkowe informacje | Wersja Mixte Fotele Ilos/Chardon (składane w 3/2); Klejona panoramiczna przednia szyba; Klejone szyby boczne (w tym 4 uchylne); Okno dachowe 700x500 mm; Drzwi przednie dwuskrzydłowe sterowane elektrycznie (Renault) lub pneumatycznie (Mercedes); Drzwi tylne ze schodami; Urządzenie elektromagnetyczne do zamykania/domykania tylnych drzwi; 2-pozycyjne oświetlenie wnętrza; Tylny wentylator; Podłogi Taraflex; Powłoka z szarej melaminy; Biała farba RAL 9010 Wersja Autobus Fotele miejskie Pino Vogel; Klejona panoramiczna szyba przednia; Klejone szyby boczne (w tym 4 uchylne); Okno dachowe 700X500 mm; Drzwi dwuskrzydłowe przednie i tylne otwierane elektrycznie (Renault) lub pneumatycznie (Mercedes-Benz); 2-pozycyjne oświetlenie wnętrza; Ogrzewanie nagrzewnicą powietrzną z tyłu; Podłogi Taraflex; Powłoka z szarej melaminy; Poręcz na dach; Tylna rotunda z poręczą; Przyciski "STOP" na przedzie i tyle pojazdu; Biała farba RAL 9010 | Wersja Tourisme Webasto i drzwi kierowcy; Lustra typu „Delfin"; Klejona szyba panoramiczna; Przyciemniane i klejone szyby boczne; Klimatyzacja Sütrak na dachu z indywidualną wentylacją; Okno dachowe; Oświetlenie przedziału pasażerskiego za pomocą oświetlenia fluorescencyjnego; Radio + mikrofon; Lodówka; Rozkładane siedzenie; 39/43 miejsca + kierowca + przewodnik Zasłony z plisowanej tkaniny dopasowane do siedzeń; Pokrycie dachowe wykładziną dywanową i kanały wentylacyjne; Dysza pulsacyjna/Wywietrznik + indywidualna lampka do czytania; Podniesiona podłoga pasażera pokryta czarnym Bulgomme; Farba biała RAL 9010 Wersja Ligne Klejona szyba panoramiczna; Przyciemniane i klejone szyby boczne z naświetlami uchylnymi (1 okno z 2); Skrzynka techniczna po prawej stronie; Okno dachowe; Oświetlenie przedziału pasażerskiego za pomocą oświetlenia fluorescencyjnego; Radio; Siedzenia stałe; 39 - 43 miejsca + kierowca; 1 klamka od strony korytarza; Zasłony materiałowe dopasowane do siedzeń; Dach i panel pod oknami z jasnoszarej melaminy; Dysza pulsacyjna/Wywietrznik + indywidualna lampka do czytania; Podłoga pasażera pokryta czarnym Bulgomme; Farba biała RAL 9010 Wersja DOM TOM | Komfort pasażera: Ogrzewanie wodne; Autonomiczne ogrzewanie z obiegiem ciepłej wody 9000 k.cal/godzinę podłączone do głównego zbiornika. Ogrzewanie PA 2 nagrzewnice powietrza Bezpieczeństwo: System antywłamaniowy, ABS, 4 czujniki, Automatyczne włączanie świateł awaryjnych po otwarciu drzwi. Piktogramy „Przewóz dzieci”. Ogrzewanie kierowcy: Ogrzewanie odszraniające za pomocą 1 nagrzewnicy powietrza. Dysza grzewcza kierowcy na kolumnie kierownicy Siedzenia: 39 miejsc siedzących + kierowca; VOGEL TOP 2020, wandaloodporne |
| Zasilanie            | 24V (Mercedes) 12V (Renault) | 24V / 170 AH. | Napięcie: 24 V, Akumulator: 170A Alternator: 80 A |

### GamaVehixel
| Nazwa                      | Scoleo |
| Podwozie                   | Mercedes-Benz Sprinter 513 CDI |
| -------------------------- | --- |
| Konstrukcja                | Dekielki na felgi; Okno dachowe ze szkła bezpiecznego (wyjście awaryjne + wentylacja); Izolacja termiczna i akustyczna zintegrowana ze ścianami bocznymi, podłogą i dachem; Centralny zamek z pilotem |
| Długość                    | 7,34 m |
| Szerokość                  | 1,993 m |
| Wysokość                   | 2,755 m |
| Rozstaw osi                | 4,325 m |
| Masa własna                | (brak) |
| Masa całkowita             | 5 t |
| Liczba miejsc              | 22 miejsca stojące |
| Silnik                     | 4-cylindrowy, rzędowy OM 651 DE 22 LA EURO 5, pojemność: 2,2 litra, |
| Moc                        | 129 KM (95 kW) przy 3.800 obrotach/min |
| Maksymalny moment obrotowy | 305 Nm przy 1.200 - 2.400 obr./min. |
| Skrzynia biegów            | manualna ECO Gear TSG 360, 6 biegów do przodu + wsteczny, dźwignia joysticka zintegrowana z deską rozdzielczą, sterowanie za pomocą linek, suche sprzęgło jednotarczowe ze sterowaniem hydraulicznym |
| Zawieszenie                | niezależne koła przednie, wzmocnione zawieszenie i amortyzatory, stabilizator na przedniej osi, tylna oś na resorach parabolicznych, oś hipoidalna (napęd na tylne koła) i stabilizator |
| Hamulce                    | Przód/Tył: tarczowe wentylowane; System bezpieczeństwa z niezależnym obwodem sterowanym hydraulicznie; System ABS, ASR, ESP |
| Bezpieczeństwo             | System przeciwblokujący koła, ABS; System antypoślizgowy ASR; System stabilności, ESP; Asystent hamulca; NISKA Poduszka powietrzna kierowcy |
| Zbiornik paliwa            | 75 l |
| Zasilanie                  | Napięcie: 12 V Alternator: 12 V 180 A Akumulator: 12 V 105 Ah |
| Dodatkowe informacje       | Stanowisko kierowcy: Regulowany fotel kierowcy, z regulacją odcinka lędźwiowego, regulowanym zagłówkiem, 3-punktowym pasem bezpieczeństwa z napinaczem i podłokietnikiem po prawej stronie; Kolumna kierownicy z regulacją wysokości i głębokości; Indywidualne ogrzewanie i wentylacja na stanowisku kierowcy; Elektrycznie otwierana szyba kierowcy; Podwójna przednia osłona przeciwsłoneczna; Lusterka zewnętrzne typu Comfort z elektryczną regulacją, odszranianiem i zintegrowanymi kierunkowskazami; Tachograf cyfrowy VDO; Przełącznik akumulatora w desce rozdzielczej; Indywidualne oświetlenie kierowcy; Radio/CD z głośnikami; Schowki dla kierowcy + schowek w desce rozdzielczej Przestrzeń pasażerska Maksymalnie 22 miejsca; Stałe siedzisko szkolne, wyposażone w podwójne uchwyty, stałe nakładki biodrowe od strony przejścia i 3-punktowe pasy bezpieczeństwa; Fotele montowane na szynach; Ogrzewanie nagrzewnicą pod podłogą pojazdu i dodatkową nagrzewnicą pod tylną kanapą. Wyposażenie standardowe z bojlerem/podgrzewaczem (5 kW); Adaptowane i obniżone wejście z 3 obniżonymi stopniami i oświetleniem LED zintegrowanym ze stopniami; Pojedyncze szyby, lekko przyciemniane (zielone), szyby w tylnych drzwiach (z odszranianiem), elektrycznie sterowana szyba kierowcy, standardowe szyby Mercedes-Benz; Centralne oświetlenie LED w kabinie pasażerskiej (2 stopniami intensywności); Okładziny ościeża okiennego i ścian bocznych wykonane z łatwego w czyszczeniu tworzywa sztucznego, antypoślizgowej maty podłogowej oraz standardowego wykończenia dachu MB panelami tkaninowymi |

### GamaOtokar
- Navigo (SH Ligne - miejski/linie regularne; Scolaire - szkolny; Confort - międzymiastowy; T - turystyczny)
- Vectio (S - miejski/linie regularne; U - międzymiastowy; LE - niskopodłogowy; SH Ligne - linie regularne; SH Scolaire - szkolny; T - turystyczny)

|                            | Navigo | Navigo (2009) | Vectio | Vectio S/U/LE (2009) | Navigo (2012) Scolaire/SH Ligne/Ligne/Confort | Vectio 250 (2012) S/SH Scolaire/SH Ligne/U/T |
| -------------------------- | --- | --- | --- | --- | --- | --- |
| Długość                    | 7,10 m (N160/1855) 7,721 m (F1855) | 7,10 m (N160/1855) 7,721 m (F1855) | 9,115 m | 9,175 m | 7,721 m | 9,174 m (S; SH Scolaire; SH Ligne; U) 10 m (T) |
| Szerokość                  | 2,265 m | 2,265 m | 2,41 m | 2,41 m | 2,265 m | 2,41 m |
| Wysokość                   | 3,275 m | 3,18 m (N160/1855) 3,23 m (F1855) | 3,155 m | 3,155 m (wysokość podróżna: 1,985 m) | 3,275 m | 3,155 m (S; SH Scolaire; SH Ligne; U) 3,255 m (T) |
| Rozstaw osi                | 3,42 m | 3,42 m (N160/1855) 3,866 m (F1855) | (brak) | (brak) | 3,866 m | 4,46 m (S; SH Scolaire; SH Ligne; U) 5 m (T) |
| Masa własna                | 6,4 t | (brak) | 7,5 t | 7,5 t | 6,640 t (Scolaire; Ligne; Confort) 6,118 t (SH Ligne) | 7,9 t |
| Masa całkowita             | 9,20 t | 9,20 t (N160/1855) 9,60 t (F1855) | 12 t | 13,5 t | 9,9 t | 13,5 t (S; SH Scolaire; SH Ligne; U) 14 t (T) |
| Dostęp                     | 2 drzwi pneumatycznych, z opcją zdalnego sterowania | | | System opuszczania pojazdu ECAS (w pozycji klęczącej); Poręcze i uchwyty; Ręczna/Elektryczna rampa dla UFR; 4 miejsca dla osób niepełnosprawnych; 1 przycisk „STOP” w lokalizacji UFR + 1 przy siedzeniach | PMR/UFR: Kontrastowy kolor stopni, korytarza, poręczy, pojazd jest wstępnie przygotowany na całe wyposażenie określone w załączniku 7 i 11 dyrektywy 2001/85 (SH Ligne) | PMR/UFR: Kontrast kolorów stopni, korytarza, poręczy i poręczy, pojazd jest wstępnie przygotowany do przyjęcia całego wyposażenia określonego w załączniku 7 i 11 dyrektywy 2001/85 (SH Scolaire; SH Ligne) |
| Liczba miejsc              | 27 lub 29 miejsc + kierowca w zależności od wersji 29 miejsc + kierowca (Scolaire) 27 miejsc + 1 + 1 (Confort) 29 miejsc + 1 (Standard) | 29 + 1 (N160/1855) 33 + 1 (F1855) | 39 + kierowca | 39 miejsc + kierowca + przewodnik Fotele marki Kiel rozkładane z podłokietnikami, wyposażone w rozkładane stoliki, z uchwytem (Vectio S) 31 miejsc siedzących + 10 stojących + miejsce na wózek inwalidzki + kierowca; 31 miejsc siedzących + 12 stojących + kierowca; 35 miejsc siedzących + 6 stojących + kierowca; Fotele marki Kiel rozkładane z podłokietnikami, wyposażone w rozkładane stoliki, z uchwytem (Vectio U) | 33 miejsc siedzących; Fotele stałe z tkaniny, ze składanymi podłokietnikami i pasem bezpieczeństwa (Scolaire) 29 + 1 (wersja ze windą dla niepełnosprawnych), 33 miejsc siedzących; Fotele odchylane wykończone welurem z podparciem biodrowym, bocznym zwijany pasem bezpieczeństwa/uchwytami/siatką na czasopisma/składanymi stołkami (SH Ligne) 33 miejsc siedzących (Ligne; Confort) | 39 miejsc siedzących + przewodnik (S) 36 miejsc siedzących + wózek dla niepełnosprawnych (winda dla niepełnosprawnych); 39 miejsc siedzących + przewodnik (SH Scolaire; SH Ligne) 31 miejsc siedzących + 10 stojących + 1 osoba niepełnosprawna; 31 miejsc siedzących + 12 stojących; 35 miejsc siedzących + 6 stojących (U) 38/43 miejsc siedzących (T) |
| Silnik                     | 4-cylindrowy, rzędowy CUMMINS ISBe 4 106B, Euro 4, doładowany | 4-cylindrowy, rzędowy CUMMINS ISBe4 + 160B, Euro 4. doładowany | 6-cylindrowy MAN D 0836 LOH 52, Euro 4 wtrysk EGR PM CAT common rail. pojemność: 6 870 cm3 | 6-cylindrowy MAN D 0836 LOH 56, Euro 4 PM-KAT common rail, pojemność: 6 870 cm3 . | 4-cylindrowy CUMMINS ISB4.5, Euro 5, pojemność: 4,5 l, technologia SCR (Ad Blue); umieszczony centralnie za przednią osią | MAN D 0836 LOH 65, Euro 5, pojemność:6,8 l; technologia EGR bez Ad Blue; umieszczony silnik z tyłu |
| Moc                        | 167 KM przy 2 400 obrotach/min. | 160 KM (N160/1855) 185 KM (F1855) | 240 KM (177 kW) | 240 KM (177 kW) przy 1200 - 1600 obrotach/min. | 185 KM (130 kW) | 254 KM (184 kW) (S; SH Scolaire; SH Ligne; U) 290 KM (184 kW) (T) |
| Maksymalny moment obrotowy | 600 Nm przy 1 500 obrotach/min. | 600 Nm przy 1 500 obrotach/min. (700 Nm) | 925 Nm przy 2 300 obrotach/min. | 925 Nm przy 2300 obrotach/min. | (brak) | (brak) |
| Norma emisji spalin        | Euro 4 | Euro 4 | Euro 4 | Euro 4 | Euro 5 | Euro 5 |
| Skrzynia biegów            | manualna; 6 biegów do przodu, jeden wsteczny; wszystkie zsynchronizowane | manualna; 6 biegów do przodu, jeden wsteczny; wszystkie zsynchronizowane | manualna EATON FSBO 8406AE; 6 biegów do przodu, jeden wsteczny | manualna mechaniczna ZF 6S1010B0; 6 biegów do przodu, jeden wsteczny | manualna Eaton FSO 4106B, 6 biegów do przodu, jeden wsteczny | manualna mechaniczna ZF 6S1010B0, 6 biegów ze wspomaganiem pneumatycznym ZF (opcjonalnie: BVA Woith Diwa 845.5) (S) mechaniczna ZF 6S1010B0; 6 biegów ze wspomaganiem pneumatycznym ZF (SH Scolaire; SH Ligne; U; T) |
| Zawieszenie                | Przód/Tył: Resory paraboliczne; Stabilizator przedni i tylny; Amortyzatory teleskopowe; Hydraulika dwustronnego działania | Przód/Tył: Resory paraboliczne; Stabilizator przedni i tylny; Amortyzatory teleskopowe; Hydraulika dwustronnego działania | Pneumatyczne; Przód/Tył: 2 poduszki powietrzne z amortyzatorami teleskopowymi, Stabilizator przedni i tylny | Pneumatyczne; Przód: 2 poduszki powietrzne Tył: 4 poduszki powietrzne, Amortyzatory teleskopowe, Stabilizator przedni i tylny | Przód/Tył: 3-piórowe resory paraboliczne z amortyzatorami, Stabilizator przedni i tylny | Przód: 2 poduszki powietrzne Tył: 4 poduszki powietrzne, amortyzatory teleskopowe, stabilizator przedni i tylny (S) Przód: 2 poduszki powietrzne, 2 amortyzatory i 1 zawór korygujący poziom Tył: 4 poduszki powietrzne, 4 amortyzatory i 2 zawory korekcji poziomu, sterowane ECAS (SH Scolaire; SH Ligne; U; T) |
| Hamulce                    | Przód/Tył: tarczowe; Zbiornik powietrza na tylne osi; System ABS i ASR; Ogranicznik prędkości, Retarder; Hamowanie silnikiem | Przód/Tył: Wentylowane hamulce tarczowe; Zbiornik powietrza na tylnej osi; System ABS, ASR; Retarder elektryczny TELMA; Ogranicznik prędkości | Przód/Tył: Tarczowe; System ABS i ASR. | Przód/Tył: pełnopneumatyczne tarczowe; System ABS, ASR | Przód/Tył: pełnopneumatyczne tarczowe, dwuobwodowy układ hamulcowy; System ABS (S; Ligne; Comfort) Przód/Tył: tarczowe z dwoma niezależnymi obwodami, sterowane pneumatycznie i wentylowane (SH Ligne) | Przód/Tył: pełnopneumatyczne tarczowe (S) Przód/Tył: wentylowane tarczowe sterowane pneumatycznie (SH Scolaire; SH Ligne; U; T) |
| Bagażnik                   | 2,7 m³ (mierzone metodą VDA) | 2,7 - 3,5 m³ (z wyjątkiem wersji SH) | 4 m³ | 3,5 m³ | 2,7 m³ / 3,5 m³ (Scolaire; Ligne; Confort) 2.5 m³ (SH Ligne) Umiejscowiony za tylną osią, z boku pojazdu | 3,5 m³ (S; SH Scolaire; SH Ligne) 5,5 m³ |
| Zbiornik paliwa            | 187 l; zbiornik stalowy, montowany po lewej stronie; osadnik wodny RACCOR z filtrem paliwa i podgrzewaczem. Zbiornik AdBlue: 21 l | 197 l; filtr do dekantacji wody. elektryczny podgrzewacz diesla. Zbiornik AdBlue: 21 l | 220 l | 220 l | 197 l z elektryczną nagrzewnicą na olej napędowy; Zbiornik AdBlue: 21 l (Scolaire; Ligne; Confort) 155 l z elektryczną nagrzewnicą na olej napędowy. Zbiornik AdBlue: 21 l (SH Ligne) | 215 l; dodatkowy filtr oleju napędowego (S; SH Scolaire; SH Ligne; U) 210 l; dodatkowy filtr oleju napędowego (T) |
| Bezpieczeństwo             | | | | ABS - ASR; Zwalniacz Telma 1200 Nm.; Przednie/tylne światła przeciwmgielne; 2 okna dachowe (wyjścia awaryjne); Gaśnica 6 kg (21A 144B); Radar cofania; Przypomnienie o tylnych światłach spojlera; Alarm pożarowy w komorze silnika (Vectio S, U) Przednie/tylne światła przeciwmgielne; 2 okna dachowe; 1 gaśnica (6 kg); Młotki bezpieeczeństwa; Czujniki pożaru w komorze silnika. (Vectio LE) | Okno dachowe (wyjście awaryjne); Światła przeciwmgielne; Alarm pożarowy w komorze silnika; Przypomnienie o światłach; Układ przeciwblokujący koła, 4-czujnikowy ABS; System antypoślizgowy ASR (Ligne, Scolaire, Confort) Układ przeciwblokujący koła, ABS 4 czujniki; System antypoślizgowy ASR; Zabezpieczenie przed przewróceniem ECE R66; Okno dachowe (wyjście awaryjne); Oświetlenie stopni; Alarm pożarowy w komorze silnika; Gaśnica proszkowa 6 kg; Apteczka; Młotki bezpieczeństwa rozmieszczone w całym pojeździe; Sterowanie przestrzenią pasażerską z przodu z tyłu; Zabezpieczenie przednich i tylnych drzwi; Otwieranie i zamykanie drzwi wejściowych za pomocą pilota (SH Ligne) | 2 okna dachowe (wyjścia awaryjne); Przednie/tylne światła przeciwmgielne; Alarm pożarowy w komorze silnika; Oświetlenie wejścia przedniego/tylnego; Układ przeciwblokujący koła, 4-czujnikowy ABS; System antypoślizgowy ASR (Vectio S) Układ przeciwblokujący koła, ABS 4 czujniki; System antypoślizgowy ASR; Zabezpieczenie przed przewróceniem ECE R66; Oświetlenie wejścia przedniego i tylnego; 2 okna dachowe (wyjścia awaryjne); Alarm pożarowy w komorze silnika; Gaśnica proszkowa 6 kg; Apteczka; Młotki bezpieczeństwa rozmieszczone w całym pojeździe; Sterowanie przestrzenią pasażerską z przodu i z tyłu; Zabezpieczenie drzwi przednich i tylnych; System zawieszenia „Podnieś-Opuść”; Otwieranie i zamykanie drzwi przednich za pomocą pilota (SH Scolaire; U) Układ przeciwblokujący koła, 4-czujnikowy ABS; System antypoślizgowy ASR; Zabezpieczenie przed przewróceniem ECE R66; Oświetlenie stopnia przedniego/tylnego; 2 okna dachowe (wyjścia awaryjne); Alarm pożarowy w komorze silnika; Gaśnica proszkowa 6 kg (1); Pudełko apteczne; Młotki bezpieczeństwa w całym pojeździe; Sterowanie przestrzenią pasażerską z przodu i z tyłu; Zabezpieczenie przednich i tylnych drzwi; Przednie i tylne światła przeciwmgielne; System zawieszenia „Podnieś-Opuść”; Otwieranie i zamykanie drzwi wejściowych za pomocą pilota (Vectio U) (czujnik cofania z tylnym brzęczykiem dostępny w wersji Vectio T) |
| Opony                      | Przód: pojedyncze Tył: bliźniacze; Koło zapasowe; Opony radialne bezdętkowe 225/75 R 17,5 | Przód: pojedyncze Tył: bliźniacze; Koło zapasowe; Opony radialne bezdętkowe Pirelli225/75 R 17,5 (235/75 R17,5 w wersji 7,7 m) | Przód: pojedyncze Tył: bliźniacze; Koło zapasowe; Felgi 7,50x19,5, 265/70 R19,5. | Przód: pojedyncze Tył: bliźniacze; Michelin 265/70 R19,5; Koło zapasowe montowane z przodu na sliderach; Felgi 7,50x19,5 | Przód: pojedyncze Tył: bliźniacze; 235/75 R17,5 (Scolaire; Ligne; Confort) Pirelli 235/75 R17 (SH Ligne) | Przód: pojedyncze Tył: bliźniacze; 265/70 R19,5 (S) Michelin 265/70 R19,5 (SH Scolaire; SH Ligne; U; T) |
| Zasilanie                  | Napięcie: 24 V, masa ujemna; Akumulator: 2x12 V- 90A; Alternator: 24 V - 90 Ah | Napięcie: 24 V, masa ujemna; Akumulator: 2x12 V - 105 Ah; Alternator: 24 V - 90 A | Napięcie: 24 V Akumulator: 2x12 V - 105 Ah; Alternator: 110 A | Napięcie: 24 V; Akumulator: 2x12 V, 105 Ah; Alternator: 110 A | Napięcie: 24 V; Akumulator: 2x12V 105 Ah; Alternator: 24 V, 90 A | Napięcie: 24 V; Alternator: 2 x 80 A (2 x 90 A w U i S) Akumulator: 2 x 12 V. 180 Ah (2x 12 V 105 Ah w U i S) |
| Dodatkowe informacje       | Wersja szkolna/Scolaire: Dodatkowe ogrzewanie nagrzewnicami powietrznymi; Radio CD; Pneumatyczny, regulowany fotel kierowcy z zagłówkiem i 3-punktowym pasem bezpieczeństwa z napinaczem; Oświetlenie kierowcy; Odszranianie i otwieranie szyby bocznej kierowcy; Przyciemniane szyby; Apteczka Wersja standardowa/Standard (wyposażenie dodatkowe do wersji szkolnej) Klimatyzator; Podwieszane półki bagażowe; Zdejmowany szary dywan na korytarzu; Zegarek cyfrowy; Fotel pasażera z regulowanym oparciem ze stolikami, uchwytami i zagłówkami; Zasłony na szyby boczne i tylną; Lampki do czytania dla wszystkich pasażerów; Kołpaki; Zamykany schowek kierowcy Wersja Confort (wyposażenie dodatkowe lub różniące się od wersji standardowej) Pakiet drewna; Przyciemniona górna szyba przednia; Przyciemniane szyby; Ogrzewanie dodatkowe – ogrzewanie konwekcyjne; Pakiet elementów zewnętrznych w kolorze czarnym; Podwójna szyba; Lusterka sterowane elektrycznie; Lodówka; Welurowe siedzenia pasażera; Plisowane zasłony; Siedzisko przewodnika; Telewizor LCD + VCD + mikrofon; Światłowodowe oświetlenie nocne | Wersja szkolna: 29 + 1 (7,1 m) lub 33 + 1 (7,7 m) Materiałowe siedzisko stałe „KIEL – typ IC 43” ze składanymi podłokietnikami i pasami bezpieczeństwa; Półki bagażowe „SIMPLE” z listwami oświetleniowymi;; Dodatkowe ogrzewanie Eberspächer; Ogrzewanie listew przypodłogowych za pomocą nagrzewnic powietrza; Radio CD; Regulowany fotel kierowcy z zawieszeniem pneumatycznym, zagłówkiem i 3-punktowym pasem bezpieczeństwa z napinaczem; Zdejmowane lusterka zewnętrzne „SIMPLE” z odszranianiem; Podwójna przednia osłona przeciwsłoneczna; Oświetlenie kierowcy; Odszranianie i otwieranie szyby bocznej kierowcy; Przyciemnione wszystkie szyby boczne (zielone, w górnej części 7 okien przesuwnych); Pneumatyczne drzwi wahadłowe przednie i tylne; Drzwi wejściowe zamykane na pilota; Przednie i tylne światła przeciwmgielne; Tylny bagażnik i ładownia (2,7 do 3,5m3) Wersja Standard: 29+1 (7,1m) lub 33+1 (7,7m) (wyposażenie dodatkowe do wersji szkolnej) Siedzisko wyposażone w stołki, uchwyty, siatkę na czasopisma, zagłówki; Półki bagażowe „COMFORT” wyposażone w lampki do czytania i indywidualne nawiewniki; Przyciemniane podwójne szyby (zielone); Standardowe zasłony na szybach bocznych i tylnej; Klimatyzacja indywidualna dyfuzyjna; Zdejmowany szary dywanik dla pasażerów, korytarza i przejścia; Zegarek cyfrowy; Kołpaki Wersja Confort: 29 + 1 (7,1 m) lub 33 + 1 (7,7 m) (wyposażenie dodatkowe lub inne od wersji standardowej) Fotele pasażera obszyte dwukolorowym welurem; Półki bagażowe „COMFORT” zawierające lampki do czytania i indywidualne nawiewniki; Oświetlenie nocne przestrzeni pasażerskiej typu „LED”; Zegarek cyfrowy ze wskaźnikiem temperatury; Pakiet drewna „COMFORT” z wykończeniem „WALNUT BUR” na desce rozdzielczej; Przyciemniona górna szyba przednia; Podwójne przeszklenie (ciemnozielony / VENUS); Elektrycznie sterowane lusterka „COMFORT”. Zasłony plisowane na szybach bocznych i tylnej; 1 ekran wideo LCD + VCD + mikrofon Wersja SH: 33 + 1 bez UFR lub 29 + 1 UFR + 1 (7,7 m) Fotel stały „SEGE” z podparciem bioder (w tym 2 siedzenia PRM, welurowe wykończenie siedzeń pasażera, pas bezpieczeństwa, stołki, uchwyty, siatki na czaopisma); Półki na bagaże zawierające lampki do czytania i indywidualne nawiewniki; Dodatkowe ogrzewanie Eberspächer; Ogrzewanie listew przypodłogowych za pomocą nagrzewnic powietrza; Radio CD; Pneumatyczny, regulowany fotel kierowcy z zagłówkiem i 3-punktowym pasem bezpieczeństwa z napinaczem; Zdejmowane lusterka zewnętrzne „SIMPLE” z odszranianiem; Podwójna przednia osłona przeciwsłoneczna; Oświetlenie kierowcy; Odszranianie i otwieranie szyby bocznej kierowcy; 7 okien przesuwnych w górnej części; Standardowe zasłony na szybach bocznych i tylnej; Klimatyzacja indywidualna dyfuzyjna; Zdejmowany szary dywanik dla pasażerów na korytarzu i przejściu; Zegarek cyfrowy; Pneumatyczne drzwi wahadłowe przednie i tylne. Drzwi wejściowe zamykane na pilota; Przednie i tylne światła przeciwmgielne; Tylny bagażnik i chwyt; Osłony kół/Kołpaki; Wstępna dyspozycja 1 UFR/PMR lub kompletne wyposażenie 1 UFR/PMR. | Fotele KIEL z możliwością odchylenia, ze składanym podłokietnikiem do boku przejścia, składanymi stolikami i uchwytami; WEBASTO; Podgrzewacz paliwa na olej napędowy; Półki na bagaże z indywidualnymi lampkami do czytania i nawiewami powietrza; Plisowane zasłony; Radio/odtwarzacz CD/DVD z mikrofonem i płaskim ekranem LCD; Zegar cyfrowy; Klimatyzacja; Kołpaki | Vectio S Stanowisko kierowcy Niezależne ogrzewanie; Ogrzewana szyba boczna; Kolumna kierownicza z możliwością regulacji wysokości i głębokości; Mikrofon; Fotel pneumatyczny Grammer z 3-punktowym pasem; Lusterka regulowane elektrycznie z funkcją odszraniania; 2 przednie rolety sterowane ręczne; Retarder Telma; Tachograf cyfrowy 1381 DTCO (VDO); Zamykany schowek na desce rozdzielczej; Wieszak na płaszcze; Klimatyzacja indywidualna 2 nawiewy w pawilonie; Dodatkowy filtr oleju napędowego; System opuszczania/podnoszenia nadwozia. Przestrzeń pasażerska Klimatyzacja dachowa Sütrak o mocy 18 kW; Fotele rozkładane Kiel Elegant 2500 ze rozkładanymi stołkami, uchwytami i siatkami na czasopisma; Webasto 30 kW + ogrzewanie nagrzewnicami powietrza (z kanałami po lewej i prawej stronie); Plisowane zasłony pasażerskie; Radio Blaupunkt CD-MP3-DVD zintegrowane z deską rozdzielczą; Głośniki (2 x 60 W z przodu, 8 x 20 W z tyłu); Bagażnik typu Comfort (pokrycie tkaniną); Siedzisko przewodnika; Winylowe pokrycie paneli bocznych, pokrycie dachu z tkaniny; Dywany na podłodze, schodach, korytarzu i bagażniku; Indywidualna wentylacja; Ekstraktor na dachu; Przycisk wezwania hostessy; Indywidualne lampki do czytania (wykorzystujące diody elektroluminescencyjne); 2 lampy na stopniach drzwi przednich i 2 na stopniach drzwi tylnych.; Zegar cyfrowy; Podwójne szyby boczne przyciemniane w kolorze Venus; Centralne oświetlenie neonowe wnętrza; Osłona antywandalowa z poliuretanu; Ekran LCD Actia zintegrowany w górnej części dachu, z przodu. Vectio U Stanowisko kierowcy Podgrzewane lusterka; Ogrzewana przednia szyba; Indywidualne ogrzewanie; 2 osłony przeciwsłoneczne; Zamykany schowek na desce rozdzielczej; Wieszak na ubranie; Tachograf cyfrowy 1381 DTCO Kienzle; Luksusowa deska rozdzielcza (wersja turystyczna). Przestrzeń pasażerska Fotele Kiel Classique 2100 nieodchylane, ze skorupami wandaloodpornymi (uchwyty poziome od strony okna i pionowe od strony przejścia); Paski wsparcia; 4 podświetlane i dźwiękowe przyciski „STOP”; Mocowanie do wyświetlaczy informacji pasażerskiej; Radio-CD-MP3 Blaupunkt; Półki na bagaż; Zegar cyfrowy; Pojedyncze szyby, po bokach okna przesuwne w 1/3 (3 po lewej i 2 po prawej); Ekstraktor na dachu; UFR (jednostka na wózku inwalidzkim) – predyspozycja. Vectio LE Stanowisko kierowcy Pneumatyczny fotel kierowcy z 3-punktowym pasem bezpieczeństwa; Kolumna kierownicy z możliwością regulacji wysokości i głębokości; Automatyczna skrzynia biegów Voith DIWA 854.5 ze zintegrowanym zwalniaczem; Ogrzewana szyba boczna; Zamykane schowki; Indywidualne ogrzewanie przedziału; Przednie/tylne światła przeciwmgielne; Rolety na szybę przednią i boczne; Podgrzewane, elektrycznie regulowane lusterka; Tachograf cyfrowy; Czujniki cofania ze wskaźnikiem na desce rozdzielczej; ABS-ASR. Przestrzeń pasażerska Klimatyzacja dachowa 24 kW Sütrak; Składane siedzenia z powłoką wandaloodporną i uchwytami; Dodatkowe ogrzewanie Eberspaecher 24 kW; 2 nagrzewnice powietrza umieszczone z tyłu pod siedzeniami; Okna boczne jednoszybowe, w tym 4 przesuwne w górnej części.; Zegar cyfrowy ze wskazaniem temperatury zewnętrznej; Wewnętrzne oświetlenie dachowe; 6 podświetlanych i dźwiękowych przycisków „STOP”; | Navigo Ligne Stanowisko kierowcy: Regulowany fotel z zawieszeniem pneumatycznym, zagłówkiem i 3-punktowym pasem bezpieczeństwa z napinaczem; Kolumna kierownicy z możliwością regulacji wysokości i głębokości; Indywidualne ogrzewanie; Ogrzewana i otwierana szyba boczna; 2 ręczne rolety przednie; Zdejmowane i podgrzewane lusterka zewnętrzne z ręczną regulacją; Tachograf cyfrowy; Czujniki cofania z sygnałem dźwiękowym; Przełącznik akumulatora; Wieszak na ubranie; Oświetlenie kierowcy Przestrzeń pasażerska: 33 miejsca; Rozkładane siedzenia ze stołkami, uchwytem, siatkami na czasopisma, zagłówkami, składanymi podłokietnikami i pasem bezpieczeństwa; Klimatyzacja indywidualna dyfuzyjna 11 kW; Dodatkowe ogrzewanie listew przypodłogowych za pomocą nagrzewnic powietrza; Standardowe zasłony na szybach bocznych i tylnej; Radio-CD-MP3 z głośnikami; Półki na bagaże; Indywidualne czytniki e-booków; Zegar cyfrowy; Zdejmowane szare dywany na korytarzu i chodniku; Przyciemniane, stałe szyby boczne z podwójnymi szybami (zielone); Przyciski wywołania hostessy Navigo Scolaire Stanowisko kierowcy: Regulowany fotel z zawieszeniem pneumatycznym z zagłówkiem i 3-punktowym pasem bezpieczeństwa z napinaczem; Kolumna kierownicy z regulacją wysokości i głębokości; Indywidualne ogrzewanie; Ogrzewana i otwierana szyba boczna; 2 ręczne rolety przednie; Zdejmowane i podgrzewane lusterka zewnętrzne z ręczną regulacją; Chronotachograf cyfrowy; Czujniki cofania z sygnałem dźwiękowym; Przełącznik akumulatora; Wieszak na ubranie; Oświetlenie kierowcy Przestrzeń pasażerska: 33 miejsca; Stałe siedzisko materiałowe ze składanymi podłokietnikami i pasem bezpieczeństwa; Dodatkowe ogrzewanie listew przypodłogowych za pomocą nagrzewnic powietrza; Radio-CD-MP3 z głośnikami; Półki na bagaże; Zegar cyfrowy; Pojedyncze szyby boczne. 7 okien przesuwnych w górnej części Navigo SH Ligne Stanowisko kierowcy: Pneumatyczny, regulowany fotel z zagłówkiem i 3-punktowym pasem bezpieczeństwa z napinaczem; Tachograf cyfrowy VDO; Indywidualne ogrzewanie i odszranianie z wentylacją stanowiska kierowcy za pomocą 3 nagrzewnic powietrza; Klimatyzacja indywidualna; 1 nagrzewnica powietrza na stanowisku kierowcy i 2 przy wejściu; Ręcznie sterowane elektrycznie otwierane i odszraniające okno boczne; Przednia osłona przeciwsłoneczna „SIMPLE” sterowana ręcznie; Zdejmowane i podgrzewane lusterka zewnętrzne "SIMPLE" z ręczną regulacją; Oświetlenie kierowcy; Haczyk na kurtkę kierowcy; Popielniczka + uchwyt na butelkę i puste kieszenie 2 boczne i 1 środkowa; Radio CD/MP3 + głośniki Przestrzeń pasażerska: Fotel z odchylanym oparciem, welurowy, z podparciem bioder, bocznym pasem bezpieczeństwa/uchwytami/siatkami na czasopisma / składane półki; Indywidualna klimatyzacja dyfuzyjna; Ogrzewanie listew przypodłogowych dla pasażerów nagrzewnicami powietrza; Dodatkowy kocioł (Webasto) z zasilaniem w zbiorniku głównym; Zasłony standardowe (gładkie) na szybach bocznych i tylnej; Półki bagażowe „COMFORT” z indywidualną lampką do czytania i przyciskiem wezwania hostessy Poręcz z przyciskami „STOP” (sztuk 8) w tym 1 w lokalizacji UFR i 1 w strefie PMR Oświetlenie R i L (2 intensywności); Zegar cyfrowy; Zdejmowane szare dywany, na korytarzu i chodniku; Przyciemnione, stałe szyby boczne z podwójnymi szybami (zielone); Kosze na śmieci (5 sztuk) rozmieszczone w całym pojeździe; Podświetlany znak „STOP”; Zegar cyfrowy z wyświetlaniem temperatury zewnętrznej; 2 odsysacze powietrza Navigo Confort Stanowisko kierowcy Pneumatyczny, regulowany fotel z zagłówkiem i 3-punktowym pasem bezpieczeństwa z napinaczem; Kolumna kierownicy z regulacją wysokości i głębokości; Indywidualne ogrzewanie; Ogrzewana i otwierana szyba boczna; 2 ręczne rolety przednie; Zdejmowane i podgrzewane lusterka zewnętrzne z ręczną regulacją; Chronotachograf cyfrowy; Czujniki cofania z sygnałem dźwiękowym; Przełącznik akumulatora; Wieszak na ubranie; Oświetlenie kierowcy Przestrzeń pasażerska 33 miejsca; Rozkładane siedzenia ze stołkami, uchwytami, siatkami na czasopisma, zagłówkami, składanymi podłokietnikami i pasem bezpieczeństwa; Indywidualna klimatyzacja dyfuzyjna; Dodatkowe ogrzewanie listew przypodłogowych za pomocą nagrzewnic powietrza; Zasłony plisowane na szybach bocznych i szybie tylnej; Radio-CD-MP3 z głośnikami; Półki na bagaże; Przyciski wywołania hostessy; Indywidualne czytniki e-booków; Zegar cyfrowy; Zdejmowane szare maty na korytarzu i przejściu; Przyciemniane, stałe szyby boczne z podwójnymi szybami | Vectio S Stanowisko kierowcy: Regulowany fotel z zawieszeniem pneumatycznym z zagłówkiem i 3-punktowym pasem bezpieczeństwa z napinaczem; Kolumna kierownicy z regulacją wysokości i głębokości; Indywidualne ogrzewanie przedziału; Klimatyzacja indywidualna, 2 nawiewy w pawilonie; Siedzisko przewodnika; Ogrzewana i otwierana szyba boczna; Mikrofon; Roleta przednia i lewa boczna sterowana ręcznie; Zamykany schowek; Elektrycznie regulowane, podgrzewane lusterka zewnętrzne; Chronotachograf cyfrowy; Czujniki cofania z sygnałem dźwiękowym; Wyłącznik akumulatora; Wieszak na ubranie; Oświetlenie kierowcy Strefa pasażerska: 39 miejsc + 1; Rozkładane siedzisko z podłokietnikami i 2-punktowymi pasami bezpieczeństwa, ze składanymi stołkami, uchwytami, siatkami na czasopisma i koszem na śmieci; Klimatyzacja indywidualna dyfuzyjna 18 kW (opcjonalnie 24 kW); Dodatkowe ogrzewanie listew przypodłogowych nagrzewnicami powietrza o mocy 30 Kw; Zasłony plisowane na szybach bocznych i szybie tylnej; Radio CD-MP3-DVD z głośnikami; Półki na bagaże; Przyciski wywołania hostessy; Indywidualne czytniki e-booków; Zegar cyfrowy; Zdejmowane szare maty dla pasażerów, na korytarzu i przejściu; Oświetlenie wewnętrzne; Ekran LCD zintegrowany w górnej części przedniego dachu; Przyciemniane na stałe szyby boczne z podwójnymi szybami Venus; Odsysacz powietrza Vectio SH Scolaire Stanowisko kierowcy: Regulowany fotel z zawieszeniem pneumatycznym z zagłówkiem i 3-punktowym pasem bezpieczeństwa z napinaczem; Kolumna kierownicy z regulacją wysokości i głębokości; Tachograf cyfrowy VDO; Indywidualne ogrzewanie i odszranianie z wentylacją stanowiska kierowcy za pomocą 3 nagrzewnic powietrza; Otwieranie i odszranianie szyby bocznej; Ręcznie obsługiwana przednia i lewa osłona przeciwsłoneczna; Zamykane schowki; Zdejmowane i podgrzewane lusterka zewnętrzne "SIMPLE" z ręczną regulacją; Oświetlenie kierowcy; Popielniczka + uchwyt na butelkę i puste kieszenie 2 boczne i 1 środkowa Przestrzeń pasażerska: Stałe, welurowe siedzenie z klinem biodrowym, 2-punktowym bocznym pasem bezpieczeństwa/listwą zatrzymującą tornister/uchwytami; Ogrzewanie pasażerów listwami przypodłogowymi za pomocą nagrzewnic powietrza; Dodatkowy kocioł z zasilaniem w zbiorniku głównym; Półki bagażowe "SIMPLE"; 1 specjalna 2-osobowa ławka PRM ze składanym podłokietnikiem; Centralne oświetlenie neonowe (2 poziomy intensywności); Zegar cyfrowy; Wszystkie szyby boczne z pojedynczą szybą, w tym 5 przesuwanych w górnej części, przyciemniane (zielony/TSA); 2 odsysacze powietrza; Ogranicznik prędkości 100 km/h, zarządzany przez ECU silnika (SH Scolaire) Vectio SH Ligne Stanowisko kierowcy: Regulowany fotel z zawieszeniem pneumatycznym z zagłówkiem i 3-punktowym pasem bezpieczeństwa z napinaczem; Kolumna kierownicy z regulacją wysokości i głębokości; Chronograf tachografu cyfrowego VDO; Indywidualne ogrzewanie i odszranianie z wentylacją stanowiska kierowcy za pomocą 3 nagrzewnic powietrza; Klimatyzacja indywidualna, 2 nawiewy w pawilonie; Siedzisko przewodnika; Boczne okno; Przyciemniane na szaro podwójne szyby z możliwością ogrzewania i odszraniania; Elektryczna osłona przeciwsłoneczna przednia i lewa boczna; Radio CD- MP3- DVD z głośnikami i mikrofonem; Lodówka w schowku; Zamykane schowki; Elektrycznie regulowane, podgrzewane lusterka zewnętrzne; Kamera cofania; Wieszak na ubranie; Oświetlenie kierowcy Przestrzeń pasażerska Odchylane aksamitne siedzenia z zagłówkiem, wysuwanymi podłokietnikami i 2-punktowymi pasami bezpieczeństwa, składanymi stołkami, uchwytami i siatkami na czasopisma, koszem na śmieci; Półki bagażowe „SIMPLE” prawe i lewe z indywidualnymi lampkami do czytania LED i przyciskiem „wezwania hostessy”; Oświetlenie wnętrza LED; Indywidualna klimatyzacja dyfuzyjna; Ogrzewanie listew przypodłogowych dla pasażerów za pomocą nagrzewnic powietrza; Dodatkowy kocioł z zasilaniem w zbiorniku głównym; Zegar cyfrowy ze wskazaniem temperatury zewnętrznej; Zdejmowane szare maty dla pasażerów, na korytarzu i przejściu; Wszystkie szyby boczne stałe, podwójne szyby przyciemniane na szaro; Zasłony plisowane na szybach bocznych i szybie tylnej; Odtwarzacz DVD z 15-calowym ekranem LCD zintegrowanym w górnej części przedniego dachu; Odsysacz powietrza; Kołpaki kół ze stali nierdzewnej; Czujniki cofania z tylnym brzęczykiem Vectio U Stanowisko kierowcy Regulowany fotel z zawieszeniem pneumatycznym z zagłówkiem i 3-punktowym pasem bezpieczeństwa z napinaczem; Kolumna kierownicy z regulacją wysokości i głębokości; Chronograf tachografu cyfrowego VDO; Zdejmowane i podgrzewane lusterka zewnętrzne „Simple” z ręczną regulacją rurową; Indywidualne ogrzewanie i odszranianie z wentylacją stanowiska kierowcy za pomocą 3 nagrzewnic powietrza; Ręcznie sterowane elektrycznie otwierane i odszraniające okno boczne; Obsługiwana ręcznie podwójna przednia osłona przeciwsłoneczna; Radio-CD-MP3 z głośnikami (2 przednie i 4 tylne); Wieszak na ubranie; Zamykane schowki; Popielniczka + uchwyt na butelkę i puste kieszenie 2 boczne i 1 środkowa; Zamykany schowek zintegrowany z deską rozdzielczą; Oświetlenie kierowcy Przestrzeń pasażerska: Stałe aksamitne siedzisko z wysuwanym podłokietnikiem, zwijanym pasem bezpieczeństwa i wandaloodporną skorupą, uchwytami i poręczami; Dodatkowe ogrzewanie za pomocą 3 nagrzewnic powietrza rozmieszczonych w całym pojeździe; Półki bagażowe "SIMPLE"; Centralne oświetlenie neonowe; Zegar cyfrowy ze wskaźnikiem temperatury zewnętrznej; 5 przycisków „STOP”, w tym 1 w lokalizacji UFR + 1 w pobliżu siedzeń PRM, wszystkie szyby boczne z pojedynczą szybą przyciemniane na szaro, przezroczyste z 5 oknami przesuwnymi w 1/3 w górnej części; Podświetlany znak „STOP” z sygnałem dźwiękowym; Odsysacz powietrza Vectio T Stanowisko kierowcy Regulowany fotel z zawieszeniem pneumatycznym z zagłówkiem i 3-punktowym pasem bezpieczeństwa z napinaczem; Kolumna kierownicy z regulacją wysokości i głębokości; Chronograf tachografu cyfrowego VDO; Indywidualne ogrzewanie i odszranianie z wentylacją stanowiska kierowcy za pomocą 3 nagrzewnic powietrza; Klimatyzacja indywidualna, 2 nawiewy w pawilonie; Siedzisko przewodnika; Podwójne szyby przyciemniane na szaro, otwierane okno boczne z funkcją odszraniania; Elektryczna osłona przeciwsłoneczna przednia i lewa boczna; Radio CD-MP3-DVD z głośnikami i mikrolodówką w schowku podręcznym; Zamykane schowki; Elektrycznie regulowane, podgrzewane lusterka zewnętrzne; Kamera cofania; Wieszak na ubranie; Oświetlenie kierowcy Przestrzeń pasażerska: Odchylane aksamitne fotele z zagłówkiem, wysuwanymi podłokietnikami i 2-punktowymi pasami bezpieczeństwa, składanymi stołkami, uchwytami, siatkiami na czasopisma, koszem na śmieci; Półki bagażowe „COMFORT” z indywidualnymi lampkami do czytania LED i przyciskiem „wezwania hostessy”; Oświetlenie wnętrza LED; Indywidualna klimatyzacja dyfuzyjna; Ogrzewanie listew przypodłogowych dla pasażerów za pomocą nagrzewnic powietrza; Dodatkowy kocioł z zasilaniem w zbiorniku głównym; Zegar cyfrowy ze wskazaniem temperatury zewnętrznej; Zdejmowane szare maty dla pasażerów, na korytarzu i w przejściu; Wszystkie szyby boczne stałe, podwójne szyby przyciemniane na szaro; Zasłony plisowane na szybach bocznych i szybie tylnej; Odtwarzacz DVD z 15-calowym ekranem LCD zintegrowanym w górnej części przedniego dachu; Odsysacz powietrza; Kołpaki kół ze stali nierdzewnej |

### GamaIsuzu[104]
- Novo Citi
- Turquoise
- Visigo
- Citibus
- Citiport
- Kendo
- Grand Toro

| Nazwa modelu                       | Turquoise Ultra /Interurban (2016) | Citiport (2016) | Novo/Novo Ultra/Citi (2016) | Citibus (2016) | Visigo/Visigo Ultra/Interurban/Eco (2016) |
| ---------------------------------- | --- | --- | --- | --- | --- |
| Konstrukcja                        | Bagażnik tylny i boczny (3,6 m³), z oświetleniem, matą podłogową i otwieraniem drzwi ładowni za pomocą pantografu; Pneumatyczne drzwi wahadłowe przednie i tylne; Otwieranie i zamykanie drzwi wejściowych za pomocą pilota; Biała farba poliuretanowa RAL 9010 | Przednie, środkowe i tylne podwójne pneumatyczne drzwi wahadłowe otwierane do wewnątrz; Otwieranie i zamykanie za pomocą pilota Biała farba poliuretanowa RAL 901 | Bagażnik tylny i bagażnik boczny (3 m³) z oświetleniem; Drzwi pneumatyczne wahadłowe przednie i tylne; Drzwi wejściowe dla wózków inwalidzkich; Drzwi wejściowe otwierane i zamykane za pomocą pilota (Novo) | Drzwi pneumatyczne uchylne przednie (1 skrzydło) i środkowe (2 skrzydła) otwierane do wewnątrz; Otwieranie i zamykanie za pomocą pilota; Biała farba poliuretanowa RAL 9010 | Bagażnik (5,5 m³), z oświetleniem, wykładziną podłogową i wysuwanymi drzwiami ładowni, ikona blokady na wyświetlaczu deski rozdzielczej; Pneumatyczne drzwi wahadłowe przednie i tylne; Otwieranie i zamykanie drzwi wejściowych za pomocą pilota; Biała farba poliuretanowa RAL 9010 (Ultra) Bagażnik boczny (4 m³) z oświetleniem, drzwi ładowni otwierane za pomocą pantografu; Pneumatyczne drzwi wahadłowe przednie i tylne; Specjalne drzwi dostępowe dla niepełnosprawnych; Otwieranie i zamykanie drzwi wejściowych; Biała farba poliuretanowa RAL 9010 (Interurbain) Bagażnik (4 m³) z oświetleniem, uchwytem drzwiowym; Pneumatyczne drzwi wahadłowe przednie i tylne; Specjalne drzwi dostępowe UFR; Otwieranie i zamykanie drzwi wejściowych; Biała farba poliuretanowa RAL 9010 (Eco) |
| Długość                            | 7,72 m | 12,03 m | 7,305 m 7,5 m (Novo Citi) | 9,515 m | 9,56 m (Ultra; Interurban; Scolaire/Eco) |
| Szerokość                          | 2,32 m | 2,55 m | 2,282 m 2,275 m (Novo Citi) | 2,409 m | 2,454 m (Ultra, Interurban) |
| Wysokość                           | 3,33 m | 3,136 m | 3,35 m 3,332 m (Novo Citi) | 3,497 m | 3,368 m (Ultra) |
| Rozstaw osi                        | 3,815 m | 5,85 m | 3,385 m | 4,435 m | 4,66 m (Ultra, Interurban) |
| Masa własna                        | 7,5 t (Ultra) 6,4 - 7,3 t (Interurbain) | 10,85 t | 6,45 t (Ultra) 6,66 t 6 t (Novo Citi) | 8,9 t | 9,15 t (Ultra) 9,1 t (Interurban, Scolaire/Eco) |
| Masa całkowita                     | 10,4 t | 17,9 t | 9,1 t 9,8 t (Ultra; Novo Citi) | 13 5 t | 13,5 t (Ultra, Interurban, Eco) |
| Silnik                             | 4-cylindrowy ISUZU 4HK1E6C, pojemność: 5,2 l | 6-cylindrowy CUMMINS ISB 6.7 E 6 280B, pojemność: 6,7 l | 4-cylindrowy ISUZU 4HK1E6C, Euro 6, pojemność: 5,2 l | 4-cylindrowy CUMMINS ISB 4.5 E 6 210B, Euro 6, pojemność: 4,5 l | 6-cylindrowy CUMMINS ISB 6.7 E 6 250B, Euro 6, pojemność: 6,7 l |
| Moc nominalna                      | 190 KM (140 kW) | 284 KM (209 kW) | 190 KM (140 kW) | 213 KM (156 kW) | 250 KM (182 kW) |
| Największy moment obrotowy         | 510 Nm przy 1 600 - 2 800 obrotach na minutę | 1 082 Nm przy 1 200 - 1 400 obrotach na minutę | 510 Nm przy 1 600 - 2 800 obrotach na minutę | 760 Nm przy 1400 obrotach na minutę | 1 000 Nm przy 1 200 - 1 600 obrotach na minutę |
| Norma emisji spalin                | Euro 6 | Euro 6 | Euro 6; Technologia EGR i SCR | Euro 6; Technologia EGR i SCR | Euro 6; Technologia EGR i SCR |
| Liczba siedzeń                     | 33 miejsca siedzące + kierowca 29 miejsca siedzące + osoba niepełnosprawna + kierowca | 31 miejsca siedzące + kierowca 27 miejsc siedzące + 1 osoba niepełnosprawna + kierowca 72 miejsca stojące | 29 + kierowca; 25 + osoba niepełnosprawna + kierowca; 21 siedzących + kierowca, 16 siedzących + wózek inwalidzki + kierowca, 33 miejsca stojące (Novo Citi) | 27 miejsc siedzących + kierowca i 44 miejsca stojące (37 stojących + 1 wózek inwalidzki) – układ 1-0-1; 25 miejsc siedzących + 36 stojących + 1 wózek inwalidzki – układ 1-2-1 | 39 siedzących + kierowca + przewodnik (Ultra) 39 miejsc siedzących + kierowca, 35 miejsc siedzących + wózek inwalidzki + kierowca (Interurban) 39 miejsc siedzących + kierowca, 35 siedzących + wózek niepełnosprawny + kierowca, 1 miejsce stojące (Scolaire) |
| Bagażnik                           | 3,6 m³ | (brak) | 3 m³ brak w Novo Citi) | (brak) | 5,5 m³ (Ultra) 4 m³ (Interurban, Scolaire) |
| Zbiornik paliwa                    | 190 l + 16 l płynu AdBlue | 300 l + 48 l płynu AdBlue | 150 l + 16 l płynu AdBlue 130 l + 16,5 l AdBlue (Novo Citi) | 215 l + 19 l płynu AdBlue | 250 l + 19 l płynu AdBlue |
| Zawieszenie                        | Przód: resory paraboliczne Tył: pneumatyczne; Amortyzatory i stabilizatory na przód/tył | Przód/Tył: pneumatyczne, amortyzatory, drążek stabilizatora; Niezależne koła przednie; Możliwość przyklęku | Przód/Tył: resory paraboliczne i amortyzatory; stabilizator przedni i tylny Przód: resory paraboliczne, amortyzatory Tył: pneumatyczne; Stabilizator na przód/tył (Ultra) Przód: resory paraboliczne Tył: pneumatyczne i amortyzatory; Stabilizator przód/tył; Przyklęk przy tylnej osi (Citi) | Przód/Tył: pneumatyczne, amortyzatory i drążek stabilizujący przód i tył; Układ niezależnych kół przód; Przyklęk góra/dół | Przód/Tył: pneumatyczne, amortyzatory i drążek stabilizujący przód i tył; Układ niezależnych kół przód; Przyklęk góra/dół |
| Hamulce                            | wentylowane tarczowe; dwuobwodowy system hamowania; System ABS, ESP | wentylowane tarczowe; dwuobwodowy system hamowania; System ABS, EBS | wentylowane tarczowe; dwuobwodowy system hamowania; System ABS, EBS | wentylowane tarczowe; dwuobwodowy system hamowania; System ABS, EBS | wentylowane tarczowe; dwuobwodowy system hamowania; System ABS, EBS |
| Skrzynia biegów                    | manualna ISUZU MZZ6; 6 biegów do przodu, jeden do tyłu; tempomat | automatyczna ZF 6AP 1200B ECOLIFE; 6 biegów do przodu, jeden do tyłu; przełożenie: 5,74 | manualna ISUZU MZZ6, 6 biegów do przodu i 1 do tyłu; przełożenie: 4.77 | automatyczna Allison T280R, 6 biegów do przodu i jeden do tyłu; przełożenie: 5,83 | zautomatyzowana ZF 6AS 1010BO, 6 biegów do przodu, 1 do tyłu, tempomat; przełożenie: 4.1 |
| Opony                              | 235/75 R17,5 | 275/70 R22,5 | 215/75 R17,5 | 265/70 R19,5 | 265/70 R19,5 |
| Zasilanie                          | Napięcie: 24 V - 4,5 kW; Akumulator: 2x12 V - 125 Ah; Alternator: 24 V 100 A | Napięcie: 24 V; Akumulator: 2x12 V 240 Ah; Alternator: 24 V 2x90 A | Napięcie: 24 V - 4,5 kW; Akumulator: 2x12 V - 105 Ah; Alternator: 24 V 100 A | Napięcie: 24 V - 3,6 kW; Akumulator: 2x12 V - 150 Ah; Alternator: 24 V 2x80 A | Napięcie: 24 V - 5 kW; Akumulator: 2x12 V - 150 Ah; Alternator: 24 V 2x90 A |
| Udogodnienia dla niepełnosprawnych | PMR / UFR Kontrast kolorów stopni, korytarza, poręczy, pojazd jest wstępnie przygotowany do przyjęcia całego wyposażenia określonego w załącznikach 7 i 11 dyrektywy 2001/85 | Rampa dostępowa UFR | PMR/UFR Kontrast kolorów stopni, korytarza, poręczy, pojazd jest wstępnie przygotowany na przyjęcie całego wyposażenia określonego w załącznikach 7 i 11 dyrektywy 2001/85; | Rampa dostępowa UFR z rampą ręczną; | PMR/UFR Kontrast kolorów stopni, korytarza, poręczy, pojazd jest wstępnie przygotowany na przyjęcie całego wyposażenia określonego w załącznikach 7 i 11 dyrektywy 2001/85; |
| Bezpieczeństwo                     | Okno dachowe (wyjście awaryjne); Zabezpieczenie przed wywróceniem ECE R66; Światła do jazdy dziennej LED (DRL); Oświetlenie wejścia; System przeciwblokujący, ABS, EBS, ESC; Sygnalizator cofania + czujniki cofania; Gaśnica proszkowa 6 kg; Apteczka pierwszej pomocy; Młotki bezpieczeństwa rozmieszczone po całym pojeździe; Zabezpieczenie przednie i tylne drzwi cofania; Kontrola przestrzeni pasażera w stylu retro z przodu; Otwieranie i zamykanie drzwi przednich za pomocą pilota; Przednie światła przeciwmgielne; Centralne ryglowanie bagażnika | 2 elektrycznie sterowane okna dachowe (wyjścia awaryjne); Zabezpieczenie przed wywróceniem ECE R66; Przednie i tylne światła przeciwmgielne; Oświetlenie schodkowe; Układ przeciwblokujący, ABS, EBS; Sygnalizator cofania; Gaśnica proszkowa 6 kg; Apteczka pierwszej pomocy; Młotki bezpieczeństwa rozmieszczone po całym pojeździe; Zabezpieczenie przednich i tylnych drzwi cofania; Kontrola przestrzeni pasażera w stylu retro z przodu; Otwieranie i zamykanie drzwi wejściowych za pomocą pilota; Kamera cofania; Kamera wewnętrzna; Światła do jazdy dziennej (DRL); Czujnik pożaru w komorze silnika; Kamera zewnętrzna | Okno dachowe (wyjście awaryjne); Zabezpieczenie przed wywróceniem ECE R66; Oświetlenie schodkowe; Tylna osłona kierowcy z oknem w górnej części Okno dachowe (wyjście awaryjne); Zabezpieczenie przed wywróceniem ECE R66; Przednie światła przeciwmgielne; Oświetlenie schodkowe; Układ przeciwblokujący ABS, EBS, ESC; Sygnalizator cofania; Gaśnica proszkowa 6kg; Apteczka pierwszej pomocy; Młotki bezpieczeństwa; Blokada przednich i tylnych drzwi; Kontrola przestrzeni pasażera w stylu retro z przodu (Novo) | Okno dachowe (wyjście awaryjne); Zabezpieczenie przed wywróceniem ECE R66; Przednie światła przeciwmgielne; Oświetlenie schodkowe; Układ przeciwblokujący, ABS, EBS; Sygnalizator cofania; Gaśnica proszkowa 6 kg; Apteczka pierwszej pomocy; Młotki bezpieczeństwa rozmieszczone po całym pojeździe; Zabezpieczenie przednie i tylne drzwi cofania; Kontrola przestrzeni pasażera w stylu retro z przodu; Otwieranie i zamykanie drzwi wejściowych za pomocą pilota | Okno dachowe (wyjście awaryjne); Zabezpieczenie przed wywróceniem ECE R66; Alarm pożarowy w komorze silnika; Oświetlenie schodkowe; Układ przeciwblokujący, ABS, EBS, ESC; Sygnalizator cofania + kamera cofania; Gaśnica proszkowa 6 kg; Apteczka pierwszej pomocy; Młotki bezpieczeństwa rozmieszczone po całym pojeździe; Zabezpieczenie przednich i tylnych drzwi cofania; Kontrola przestrzeni pasażera w stylu retro z przodu; Otwieranie i zamykanie drzwi wejściowych za pomocą pilota; Przednie światła przeciwmgielne; Światła do jazdy dziennej LED (DRL) (Ultra) Okno dachowe (wyjście awaryjne); Zabezpieczenie przed wywróceniem ECE R66; Alarm pożarowy w komorze silnika; Oświetlenie schodkowe; Układ przeciwblokujący, ABS, EBS, ESC; Sygnalizator cofania; Gaśnica proszkowa 6 kg; Apteczka pierwszej pomocy; Młotki bezpieczeństwa rozmieszczone w całym pojeździe; Zabezpieczenie przednie i tylne drzwi cofania; Kontrola przestrzeni pasażera w stylu retro z przodu; Otwieranie i zamykanie drzwi wejściowych za pomocą pilota; Przednie światła przeciwmgielne; Światła do jazdy dziennej LED (DRL) (Interurbain) Okno dachowe (wyjście awaryjne); Zabezpieczenie przed wywróceniem ECE R66; Alarm pożarowy w komorze silnika; Oświetlenie schodkowe; Układ przeciwblokujący, ABS, EBS, ESC; Sygnalizator cofania; Gaśnica proszkowa 6 kg; Pudełko apteczne; Młotki bezpieczeństwa rozmieszczone w całym pojeździe; Zabezpieczenie przednie i tylne drzwi cofania; Kontrola przestrzeni pasażera w stylu retro z przodu |
| Dodatkowe informacje               | Stanowisko kierowcy: Pneumatyczny, regulowany fotel z zagłówkiem i 3-punktowym pasem bezpieczeństwa z napinaczem; Indywidualne ogrzewanie i odszranianie z wentylacją stanowiska kierowcy + klimatyzacja; Tachograf cyfrowy Siemens VDO; Ręczne odszranianie i otwieranie okna bocznego; Pojedyncza osłona przeciwsłoneczna przednia sterowana ręcznie; Zdejmowane, elektrycznie podgrzewane lusterka zewnętrzne; Oświetlenie kierowcy; Radio CD + mikrofon; Kierownica z regulacją nachylenia i wysokości; Schowek kierowcy; Fotel przewodnika + schowek Przestrzeń pasażerska Rozkładane welurowe siedzisko z podłokietnikiem/zwijanym pasem bezpieczeństwa/siatkami na czasopisma/stołkami; Ogrzewanie pasażerów konwektorem, dystrybucja kanałem; Podgrzewanie wstępne (kocioł); Zintegrowana klimatyzacja z indywidualnymi nawiewnikami; Półki na bagaż z lampkami do czytania, nawiewnikami klimatyzacji i indywidualnymi głośnikami; Wykładzina winylowa, antypoślizgowa + mata dywanowa; Oświetlenie zintegrowane z półkami bagażowymi; Przyciemniane szyby boczne z podwójnymi szybami + zasłony; Zegar cyfrowy Pakiet transportowy dla dzieci: - alkomat zapobiegający uruchomieniu silnika - podświetlany piktogram "Przewóz dzieci" - podwójne światła awaryjne w górnej części i automatyczna aktywacja po otwarciu drzwi Dostępne opcje: Odblaskowe paski w stylu retro; Farba metaliczna; Farba RAL inna niż 9010; Elektrycznie sterowana przednia osłona przeciwsłoneczna; Skórzana tapicerka foteli pasażera; Podnóżek; 3-punktowy pas bezpieczeństwa; Odtwarzacz DVD z klimatyzacją Tropical + 1 ekran LCD 15'; Schowek na narty; Lodówka z przodu lub z tyłu pojazdu; Centralne ryglowanie ładowni; Hak holowniczy | Stanowisko kierowcy Pneumatyczny, regulowany fotel z zagłówkiem i 3 punktowym pasem bezpieczeństwa z napinaczem; Indywidualne ogrzewanie i ochładzanie z wentylacją stanowiska kierowcy; Klimatyzacja 4 kW; Elektrycznie sterowana pojedyncza przednia osłona przeciwsłoneczna; Ręcznie sterowana boczna osłona przeciwsłoneczna; Składane i regulowane elektrycznie, podgrzewane lusterka zewnętrzne; Oświetlenie kierowcy; Radio CD + odtwarzacz DVD + 1 ekran LCD; Kierownica z regulacją nachylenia i wysokości; Schowek kierowcy; Brama + tylna ochrona kierowcy; Elektrycznie podgrzewane i otwierane okno boczne Przestrzeń pasażerska: Siedzenia typu miejskiego okryte materiałem wandaloodpornym; Ogrzewanie pasażerów za pomocą dmuchawy; Automatyczna klimatyzacja (moc 39 kW); Podłoga winylowa; Przyciemniane pojedyncze szyby boczne, 6 otwieranych okien; Zegar cyfrowy; Wzdłużne oświetlenie boczne zintegrowane z segmentami; Przyciski „STOP” + panel świetlny; Wyświetlacz kierunkowy wewnętrzny z przodu pojazdu + system zapowiedzi audio Pakiet transportowy dla dzieci zawierający: - podświetlany piktogram "Przewóz dzieci" - podwójne światła awaryjne w górnej części i automatyczna aktywacja po otwarciu drzwi - specjalna przestrzeń na bagaż | Stanowisko kierowcy: Regulowany fotel pneumatyczny z zagłówkiem i 3-punktowym pasem bezpieczeństwa; Indywidualne ogrzewanie i schładzanie z wentylacją stanowiska kierowcy (klimatyzacja kierowcy dostepna w NovoCiti i Ultra); Tachograf cyfrowy Siemens VDO; Ręczne rozmrażanie i otwieranie okna bocznego (elektryczne sterowanie dostępne w Ultra); Pojedyncza osłona przeciwsłoneczna przednia sterowana ręcznie; Zdejmowane i podgrzewane lusterka zewnętrzne z ręczną regulacją; Oświetlenie kierowcy; Radio CD + mikrofon + amplifiikator (mikrofon z amplifikatorem dostępny w Ultra); Kierownica z regulacją wysokości i pochylenia (dostępne w Novociti) Przestrzeń pasażerska: Regulowane siedzenia welurowe z wysuwanym podłokietnikiem; zwijanym pasem bezpieczeństwa/siatką na czasopisma; Ogrzewanie pasażerów za pomocą dmuchawy rozprowadzanej kanałem wentylacyjnym z autonomicznym podgrzewaniem; Zintegrowana klimatyzacja z indywidualnymi nawiewami; Udogodnienia dla niepełnosprawnych i inwalidów – kontrast kolorystyczny stopni, korytarz, kraty konserwacyjne; Półki bagażowe z lampkami do czytania i indywidualnymi nawiewami; Przycisk wezwania hostessy; Oświetlenie LED wzdłuż półek bagażowych; Stałe i przyciemniane szyby boczne z pojedynczą szybą; Zegar cyfrowy Wykładzina podłogowa winylowa, antypoślizgowa. Pakiet transportowy dla dzieci: - alkomat zapobiegający uruchomieniu pojazdu; - podświetlany piktogram "Przewóz dzieci"; - podwójne światła awaryjne w górnej części i automatyczna aktywacja po otwarciu drzwi; Dostępne opcje: Materiałowe wykończenie luk bagażowych; Lodówka w przedniej lub tylnej części pojazdu; Tempomat; Blokada bagażnika; Czujniki cofania; Odblaskowe paski w stylu retro; Lakier metallik; Podwójne szyby; Elektryczne szyby kierowcy; Elektryczne sterowanie przedniej osłony przeciwsłonecznej; Elektryczne sterowanie lusterek; Siedzenie przewodnika; Skórzane fotele pasażera; Podnóżki; Pólki z uchwytem na kubek; 3-punktowe pasy bezpieczeństwa; Odtwarzacz DVD + 15 calowy ekran LCD; Mikrofon (Novo) Rozkładane siedzenia welurowe z wysuwanym podłokietnikiem/zwijanym pasem bezpieczeństwa/siatkami na czasopisma, zagłówkami z imitacji skóry; Siedzisko przewodnika; Ogrzewanie pasażerów konwektorami; Standardowe podgrzewanie wstępne (kocioł); Klimatyzacja zintegrowana z indywidualnymi nawiewnikami i osobną klimatyzacją kierowcy; Kontrast kolorystyczny stopni, korytarza, krat konserwacji,; Półki bagażowe z lampkami do czytania i dyfuzorami, nawiewnikami klimatyzacji i indywidualnymi głośnikami.; Zegar cyfrowy Oświetlenie LED zintegrowane z półkami bagażowymi; Przyciemniane, stałe podwójne szyby boczne; Wykładzina pogłogowa winylowa, antypoślizgowa ; Pakiet transportowy dla dzieci (Ultra) Stałe siedzisko materiałowe z uchwytem w górnej części oparcia; Ogrzewanie pasażerów; Zintegrowana klimatyzacja; Zegar cyfrowy; 8 poręczy z podświetlanym przyciskiem „STOP” ( w tym jeden umieszczony w obszarze dla wózka inwalidzkiego i 1 dla osób niepełnosprawnych); Centralne oświetlenie punktowe w pawilonie; Pojedyncze, przyciemniane szyby boczne (w tym 6 otwieranych w górnej części); Pakiet transportowy dla dzieci; Wykładzina podłogowa winylowa; Dostępne opcje: Przednie światła przeciwmgielne; Automatyczne podgrzewanie wstępne (kocioł); Mikrofon; Retarder TELMA AD50-80; Kamera cofania; Odblaskowe paski w stylu retro; Lakier (Novo Citi) | Stanowisko kierowcy: Pneumatyczny, regulowany fotel z zagłówkiem i 3-punktowym pasem bezpieczeństwa z napinaczem; Indywidualne ogrzewanie i odszranianie z wentylacją na stanowisku kierowcy, klimatyzacja 4kW; Tachograf cyfrowy SIEMENS VDO; Ręczne rozmrażanie i otwieranie okna bocznego; Ręcznie sterowana pojedyncza osłona przeciwsłoneczna przednia; Zdejmowane i ręcznie sterowane podgrzewane lusterka zewnętrzne; Oświetlenie kierowcy; Radio CD + sterownik HP; Kierownica z regulacją nachylenia i wysokości; Schowek kierowcy; Brama kierowcy + tylna ochrona kierowcy Przestrzeń pasażerska Stałe siedzisko typu miejskiego z pokryciem tkaninowym, tylna skorupa wandaloodporna (podłokietnik w fotelu PMR); Ogrzewanie pasażerów za pomocą dmuchawy; Zintegrowana klimatyzacja (moc 19kW); Podłogi winylowe; Przyciemniane, pojedyncze szyby boczne. 4 otwierane okna; Zegar cyfrowy; Wzdłużne oświetlenie boczne zintegrowane z segmentami; Przyciski „STOP” + panel świetlny; Wyświetlacz kierunkowy wewnętrzny z przodu pojazdu Dostępne opcje: Paski odblaskowe w stylu retro; Lakier metaliczny; Farba RAL inna niż 9010; Osłony/Kołpaki kół; Podgrzewanie (kocioł); Kamera wewnętrzna; Radar cofania; Kamera cofania; Całkowicie zamknięta kabina kierowcy; Lusterka elektryczne; Podwójna szyba | Stanowisko kierowcy: Pneumatyczny, regulowany fotel z zagłówkiem i 3-punktowym pasem bezpieczeństwa z napinaczem; Indywidualne ogrzewanie i odszranianie z wentylacją stanowiska kierowcy (klimatyzacja kierowcy w Interurbain); Tachograf cyfrowy SIEMENS VDO; Ręczne rozmrażanie i otwieranie okna bocznego; Pojedyncza osłona przeciwsłoneczna przednia sterowana elektrycznie (podwójna osłona sterowana ręcznie w Interurbain i Eco); Zdejmowane, elektrycznie podgrzewane lusterka zewnętrzne (lusterko dokujące w Interurbain i Eco); Oświetlenie kierowcy; Radio CD ( mikrofon, odtwarzacz DVD, 15-calowy monitor; GPS z ekranem dotykowym; kamera cofania; dach panoramiczny z elektryczną zasłoną dostępne w Ultra); Kierownica z regulacją nachylenia i wysokości; Schowek kierowcy; (fotel przewodnika + bagażnik dostępne w Ultra) Przestrzeń pasażerska: Rozkładane welurowe siedzisko z wysuwanym podłokietnikiem/zwijanym pasem bezpieczeństwa/siatkami na czasopisma/stołkami; Ogrzewanie pasażerów konwektorem, dystrybucja kanałowa; Podgrzewanie wstępne (Webasto 16kW); System klimatyzacji ze zintegrowanym ogrzewaniem (moc 28 400 kcal/h), indywidualne dyfuzory; Podłoga winylowa + dywan; Półki bagażowe z lampkami do czytania i dyfuzorami klimatyzacji i indywidualnymi głośnikami; Zegar cyfrowy; Oświetlenie centralne zintegrowane z półkami bagażowymi (2 stopnie intensywności); Przyciemniane szyby boczne z podwójnymi szybami + zasłony; Lodówka; Zestaw do parzenia kawy/herbaty z przodu samochodu Pakiet transportowy dla dzieci zawierający: - Alkomat zapobiegający uruchomieniu - Standardowy podświetlany piktogram - Podwójne światła awaryjne w górnej części i automatyczne uruchamianie po otwarciu drzwi Dostępne opcje: Odblaskowe paski w stylu retro; Lakier metaliczny; Farba RAL inna niż 9010; Zabezpieczenie przed uruchomieniem; Skórzana tapicerka fotela pasażera; Podnóżek; 3-punktowy pas bezpieczeństwa; Tropikalna klimatyzacja; Toaleta; Schowek na narty; Automatyczne gaszenie komory silnika; Centralne ryglowanie bagażnika; Tuner TV (Ultra) Przestrzeń pasażerska: Siedzisko z tkaniny ze chowanym podłokietnikiem / zwijanym pasem bezpieczeństwa; Ogrzewanie pasażerów konwektorem, dystrybucja kanałowo; Podgrzewanie wstępne (Webasto 16kW); System klimatyzacji ze zintegrowanym ogrzewaniem (moc 28.400cal/h); Pojedyncze półki na bagaż (lewy i prawy); Zegar cyfrowy + wskaźnik temperatury zewnętrznej; Oświetlenie centralne zintegrowane z półkami bagażowymi (2 stopnie intensywności); Przyciemniane szyby boczne z podwójnymi szybami; Wykładzina podłogowa winylowa, antypoślizgowa Pakiet transportowy dla dzieci zawierający: • Alkomat zapobiegający uruchomieniu • Standardowy podświetlany piktogram • Podwójne światła awaryjne w górnej części i automatyczna aktywacja po otwarciu drzwi Dostępne opcje: Odblaskowe paski w stylu retro; Lakier metaliczny; Farba RAL inna niż 9010; Przednia osłona przeciwsłoneczna sterowana elektrycznie; Gaśnica w komorze silnika; Siatki magazynowe; 3-punktowy pas bezpieczeństwa; Mikrofon kierowcy w centralnym położeniu na desce rozdzielczej; Centralne ryglowanie ładowni (Interurbain) Przestrzeń pasażerska: Stałe siedzisko z tkaniny ze chowanym podłokietnikiem / zwijanym pasem bezpieczeństwa; Ogrzewanie pasażerów za pomocą nagrzewnic powietrza; PMR/UFR: predyspozycje; Zegar cyfrowy; Przyciemniane, pojedyncze szyby boczne; Wykładzina podłogowa winylowa, antypoślizgowa i łatwa w utrzymaniu; Pakiet transportowy dla dzieci zawierający: - Alkomat zapobiegający uruchomieniu - Piktogram LED dotyczący transportu dzieci - Podwójne światła awaryjne w górnej części i automatyczna aktywacja przy otwieraniu drzwi Dostępne opcje: Winda; Lakier metaliczny; Farba RAL inna niż 9010; Klimatyzacja; Półki bagażowe (Eco) |